# Військова історія
Військова істо́рія — галузь історичної науки, яка досліджує теоретичні і науково-методичні проблеми з історії війн, воєнного мистецтва, воєнної думки, військових формувань, збройних сил, їх видів, родів військ та їх всебічного забезпечення.
Війну на морі досліджує військово-морська історія.

## Напрямки досліджень
Напрямки досліджень:
- Розробка проблем методології воєнно-історичної науки.
- Історія війн, окремих воєнних кампаній, операцій.
- Історичний досвід будівництва, бойової, організаційної і мобілізаційної підготовки, військового управління, всебічного забезпечення воєнних (бойових) дій та бойового застосування збройних сил, їх видів і родів військ, інших силових структур.
- Історичний розвиток законів, закономірностей, принципів, форм і способів збройної боротьби — воєнної стратегії, оперативного мистецтва і тактики.
- Історія розвитку озброєнь, військової техніки, воєнної економіки, тилового, матеріального і технічного забезпечення, оборонно-промислового комплексу, конверсії і реконверсії, фортифікації і оборонного будівництва, структурної організації збройних формувань, армії і флоту, військових органів та установ, військових навчальних закладів.
- Історичний розвиток воєнних доктрин, напрямків геополітичної стратегії, концепцій міжнародної та національної безпеки.
- Історичний досвід комплектування збройних сил, всебічної підготовки військ (сил), організації військової освіти, підготовки військових кадрів.
- Історичні військові аспекти зовнішньополітичної діяльності та міжнародного військового співробітництва.
- Історичний досвід застосування збройних сил у локальних війнах, збройних конфліктах, антитерористичних та миротворчих операціях.
- Історія діяльності військових спецслужб, інших силових структур.
- Історичний досвід ведення інформаційної та психологічної боротьби.
- Військова діяльність видатних історичних діячів, військова біографістика.
- Історичний досвід діяльності державних органів влади, політичних партій, громадсько-суспільних рухів та військово-патріотичних організацій у військовій сфері.
- Історичні аспекти воєнної археології, військово-музейної справи, військової преси і журналістики, воєнної статистики, воєнної історіографії і джерелознавства, воєнної мемуаристики, військової геральдики, уніформістики, емблематики і вексилогії.
- Історичний досвід організації морально-психологічного та інформаційно-пропагандистського забезпечення військ (сил), воєнно-соціальної, виховної, культурно-просвітницької роботи, гуманітарної підготовки, роботи про зміцнення військової дисципліни, організації дозвілля військовослужбовців, патріотичного виховання на військових традиціях, духовного виховання, соціального та правового захисту військовослужбовців, шефських зв'язків збройних сил з громадськістю.

## Військова теорія

### Стародавній світ

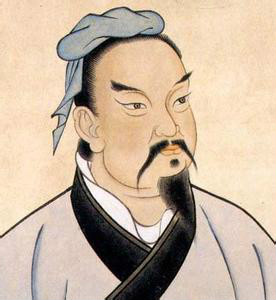
Сунь-цзи

Першим з відомих військово-теоретичних трактатів є Мистецтво війни давньокитайського стратега Сунь-цзи. Цей твір входить до китайського військового канону «Сім класичних військових творів». Як відмічає Є. А. Разін : 
|  | Сунь-цзи одним з перших спробував теоретично осмислити головні форми бойових дій та показати, що військове мистецтво полягає у їх умілому використання для розгрому супротивника |

Головна ідея Сунь-цзи, полягає у тому, що 
|  | Той, хто вміє вести війну, перемагає вороже військо без бою, бере чужі фортеці без облоги, знищує чужу державу не застосовуючи своє військо надовго |

Таким чином, ще 2500 років тому Сунь-цзи сформулював принципи, відомі сьогодні як «стратегія непрямих дій»
Також значне місце в розвитку давньокитайської військової теорії надавалось Стратагемам. За поглядами китайських військових теоретиків Стратагемою є наперед складений план, у котрому на супротивника очікує підготована хитрість. Найкращі приклади зібрані у трактаті Тридцять шість стратагем (VI ст.), що являє собою систему прихованих стратегічних та тактичних дій для перехоплення ініціативи та отримання переваги над супротивником. При чому ці Стратагеми можна вживати не тільки на війні але й у цивільному житті.

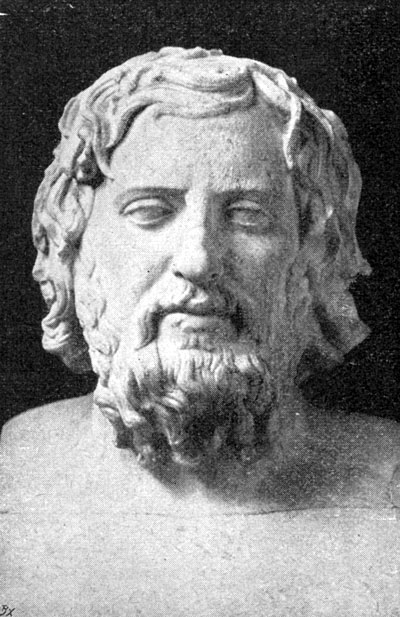
Ксенофонт

Військова теорія в Європі починається з Ксенофонта (430—356 рр. до н. е.), давньогрецького історика та військового діяча. Свої військово-теоретичні погляди він викладає у працях Анабазис, Кіропедія, Грецька історія, Гіппарх, Про їзду верхи. Ксенофонт виявив різницю між стратегією та тактикою. Під стратегією він розумів мистецтво ведення війни, а тактикою — мистецтво шикування війська на полі бою. Самим головним, за Ксенофонтом, є вміння полководця діяти відповідно до обстановки. Також він наголошує на важливості концентрації сил на головному напрямку та виборі моменту для удару — як головних вимогах військового мистецтва. Далі питання тактики продовжують розглядати давньогрецькі військові письменники Еней Тактик (IV ст. до н. е.), Асклепіодот «Тактика» та Еліан «Наука тактики» (I ст.). На початковому етапі розвитку військової теорії давньогрецькі теоретики здебільшого розглядали практичні питання організації, вишколу війська та бойові шикування. Питання безпосередньо стратегії та тактики ведення бою поки що розроблені були слабко. Хоча вже Ксенофонт наголошує на різниці між військовою справою та військовим мистецтвом, що є узагальненням досвіду усіх попередніх війн. Із давньоримських військових теоретиків найбільш відомими є Онісандр, Вегецій та Юлій Фронтін. У праці «Обов'язки стратега» (I ст.) Онісандр всебічно розкриває проблеми мистецтва полководця, особливо наголошуючи на важливості заходів для підтримання високого морального рівня військ. Також велику увагу приділено проблемам розвідки та контррозвідки, їх впливу на успіх військових дій. Працю Вегеція «Про військову справу» (IV ст. до н. е.) можна розглядати як синтез римської військово-теоретичної думки. Хоча Вегецій не пропонує нічого нового, але, у пошуках шляхів подолання занепаду римської армії, він дав дає широкий аналіз багатьох сторін бойової діяльності армій стародавніх Греції та Риму. Про важливість праці Вегеція свідчить той факт, що з X по XV ст. відомо біля 150 списків його роботи. Юлій Фронтін у роботі «Стратегематон» або «Військові хитрощі» дає приклади вирішення різних завдань перед та під час бою, а також при обороні та облозі фортець. Хоча військові хитрощі, на відміну від китайців, не розглядалися римлянами як «мистецтво перемагати», а відносились до категорії випадковостей. Юлій Фронтін наголошує, що бій є найбільш важливою дією у війні. Також він вводить в обіг поняття «золотий міст» — можливість надати шлях відступу оточеному супротивнику, бо загнаний у кут, супротивник буде чинити запеклий опір, завдаючи значних втрат римлялнам. У Давньому Римі поступово відходять від історичних студій на військові теми, переходячи до суто військових настанов. Також відбувається систематизація військово-теоретичних робіт за проблемами.
- «Стратегіка» — керівництво для воєначальника
- «Тактика» — опис складу та маневрування військ
- «Поліоркетика» — облога то оборона фортець
- «Механіка» — конструкція військових машин
- «Стратагеми» — військові хитрощі
- «Кастраметація» — облаштування військового табору.

Крім того, греко-римська військова теорія виробляє важливі принципи військової розвідки: безперервність надходження розвідувальних даних, їх перевірка, різні джерела розвідувальної інформації.
Таким чином, військова думка Стародавнього світу дала початок розробці фундаментальних проблем військової справи, що полишаються актуальними до нашого часу.
- Поліен
- Полібій
- Юлій Цезар
- Вітрувій

### Середньовіччя
Незважаючи на значну кількість війн, що мали місце у Середньовіччя, за винятком Візантійської імперії, до XVI ст., військова теорія значного розвитку не отримала.
Військова думка Візантії починається з твору "Візантійський Анонім" (VI ст.). Анонім вперше широко поставив питання про стратегію як складову частину військового мистецтва, розуміючи її як підготовку збройних сил держави до військових дій та метод розгрому ворога. Автор ставить два головних стратегічних завдання :
1. Забезпечення державної безпеки ;
2. Заходи для розгрому ворога.
Наступним великим твором є Стратегікон, що його приписують візантійському імператору 
Маврикію (VI ст.). Тут підсумовується військовий досвід пізньоримської армії та візантійської армії VI ст. Маврикій, як і його попередник, римський військовий теоретик Онісандр, наголошує на важливості справедливої війни. Надалі ця ідея стає важливою складовою візантійської військової доктрини . Також Маврикій виступає прибічником тактики "випаленої землі" під час війни на ворожій території. Стосовно бойових шикувань, то автор вводить новий момент - розподіл війська на складові частини з а їхнім тактичним призначенням. Також рекомендується не розпочинати бій усіма військами одразу, а поступове введення бойових частин в залежності від обстановки. Новим елементом військової теорії є визнання необхідності вчитися у ворога.
Наступним значним твором військової думки Візантійської імперії є "Тактика" імператора Лева VI Мудрого (X ст.), що за думкою видатного вченого М. Ієнса є найвищим досягненням військової думки X ст.. Лев VI не обмежується тільки розглядом питань тактики та стратегії, а й розглядає цілий ряд допоміжних питань, таких як озброєння, логістика, військова медицина тощо. Фактично трактат збирає у собі все, що необхідно полководцю для підготовки та ведення військових дій. Погляди  
Маврикія та Лева VI продовжували впливати на полководців та військових теоретиків ще й у XVII - XVIII ст. Але після розквіту у X ст. у візантійській військовій літературі поступово відбувається занепад що виявляється у схилянні перед досвідом давніх греків та римлян, усе менше враховуючи військовий досвід сучасності. Тому пізніше військова теорія у Візантійській імперії зникає.
На Русі першою військово-теоретичною працею можна вважати Повчання князя Володимира Мономаха (XII ст.). У цьому творі автор особливу уваги приділяє організації похідної охорони та розвідки. Також значне місце військовим питанням приділяє давньоруська збірка законів Руська Правда. Тут містяться рекомендації про озброєння військ, засоби та форми ведення  війни, бойові шикування.

### Новий час
В XV—XVI ст. починається широке впровадження в збройних силах вогнепальної зброї та починається процес становлення постійного професійного війська. Відповідно до цих процесів починається розробка теорії ведення військових дій військами нового типу. Першим з військових трактатів Нового часу є «Про військове мистецтво» Макіавеллі (1521 р.). Макіавеллі виступає проти практики найманих військ та висуває ідею постійного війська міліційного типу. Автор рекомендує рішучий тип бойових дій з кінцевою метою — перемогою у генеральній битві. В той же час Макіавеллі недооцінює роль вогнепальної зброї. Тем не менш Фрідріх Енгельс вважав Макіавеллі :
|  | Першим достойним згадування військовим письменником Нового часу |

Розвиток артилерії призвів також до стрімкого розвитку фортифікації. З'являється ціла низка праць, таких як
«Різні питання та винаходи»Нікколо Тарталья (1546 р.), «Настанови до укріплення міст, замків і фортець» Альбрехта Дюрера (1589 р.), «Мистецтво фортифікації» Ерар де Бар-ле-Дюка (1594 р.), де розроблялися теоретичні питання фортифікації. В Московському царстві розвиток військово-теоретичної думки пов'язаний з ім'ям Івана Пересвєтова. У своїх чолобитних на ім'я царя Івана Грозного, він доводить потребу в організації постійного війська, озброєного вогнепальною зброєю, та важливість польової артилерії.
Подальший розвиток військової думки пов'язаний зі створенням постійних найманих армій в Європі та становленням піхоти як головного роду військ.
Найвідомішими теоретиками XVII ст. були французький військовий інженер Вобан, австрійський фельдмаршал Монтекукколі та французький священник, професор математики Павло Гост.
Другу половину XVII ст. називали «добою Вобана». Він розробив та описав у свої творах «Трактат про облогу та штурм фортець» (1704 р.) та «Трактат про оборону фортець» (1706 р.) нову систему облоги фортець — метод поетапної атаки. Його метод полягав у поетапному знищенні фортечної артилерії, а потім поступовому просуванні піхоти вперед за допомогою системи траншей. РозробленіВобаном методи облоги використовувалися до початку XX ст. Федльдмаршал Монтекукколі був одним з перших прихильників регулярного війська. У своєму творі «Нариси Раймунда, графа Монтекукколі, або Головні правила військової науки» (1703—1704 рр.) він наполягає на важливості рішучих бойових дій, на противагу панувавшим тоді ідеям захоплення територій без битв, завдяки одним маневруванням. Досвід бойових дій на морі було узагальнено викладачем французької військово-морської академії в Тулоні Павлом Гостом у книзі «Мистецтво військових флотів» (1697 р.). Гост виклав головні принципи лінійної тактики військового флоту, що були прийняті у всіх військових флотах до кінця XVIII ст.
Першим великим військовим письменником XVIII ст. стає Фолар. У своїх творах «Нові відкриття про війну» (1724 р.) та «Коментарі на Полібія» (1727—1730 рр.) він піддає критиці повільну стратегію та лінійну тактику свого часу. Фолар рекомендує швидкі дії, раптові напади, широке застосування багнетного бою, застосування тактики колон замість лінійної та використання розсипного строю бійців. Крім того, Фолар намагається сформулювати «універсальні» закони війни та визначив важливість високого морального стану війська. На практиці ідеї Фолара почали застосовуватись тільки в кінці століття, під час війн Великої французької революції.

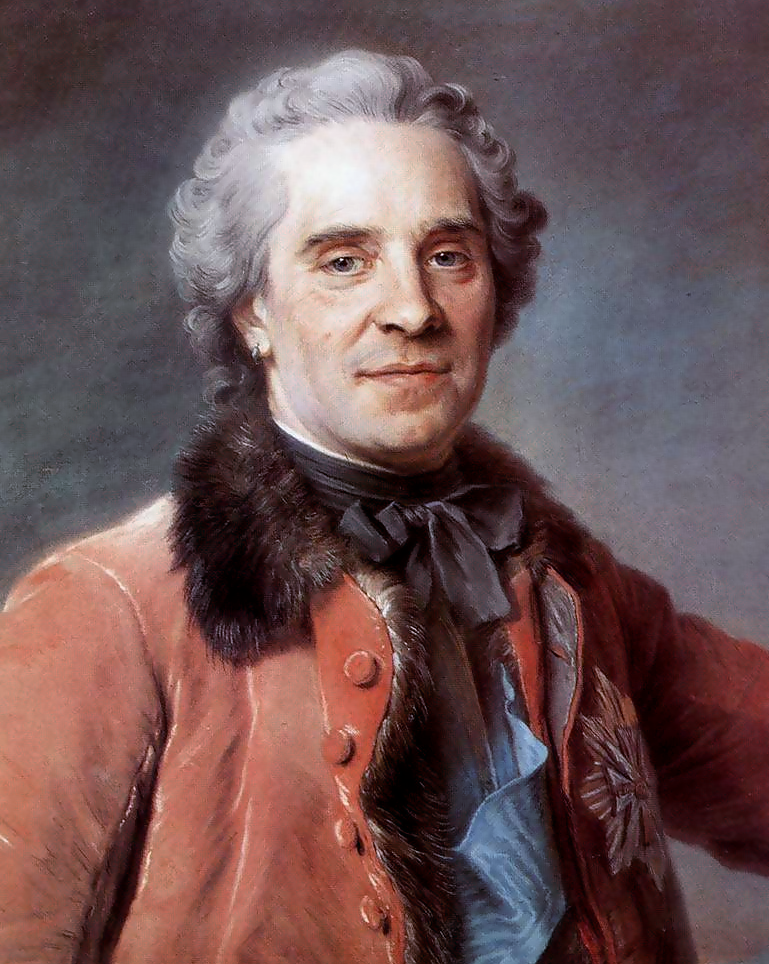
Моріц Саксонський

Ще один французький військовий теоретик, маршал Моріц Саксонський у праці «Мої роздуми» (1732 р.) пропонує створити самостійні тактичні одиниці з трьох родів зброї та перехід до загальної військової повинності. Хоча ідеї Фолара та Моріца Саксонського випередили свій час, але більшої популярності у XVIII ст. заслужила робота французького маршала Пюісегюра «Мистецтво війни» (1748), у якій автор рекомендував, щоб військове мистецтво максимально спиралося на математичні розрахунки. Цей підхід і став пануючим до кінця XVIII ст.

Найбільший вплив на військову теорію та практику другої половини XVIII ст. мав прусський король та полководець Фрі́дріх II Великий. Через те, що Фрі́дріх Великий часто перемагав у битвах противників, що чисельно переважали, його теоретичні установки стають догматами у військовій практиці того часу. У своїй праці «Військове мистецтво» (1750 р.) він радить : 
|  | "Ніколи не вступайте у бій без серйозних причин" . |

Фрі́дріх II Великий у своїх подальших працях постійно наголошує на проведенні маневрової стратегії, діях на ворожих комунікаціях, та на битвах, як тільки вимушених заходах. Наприклад у «Проекті кампанії 1775 р.» він наголошує : 
|  | "Ніколи не давайте бою з єдиною метою перемогти неприятеля, а давайте тільки для проведення певного плану, котрий без такого розв'язання не може бути здійснено". |

 В той же час в царині тактики Фрі́дріх Великий відроджує принцип переваги сил на одному з флангів — «косий» бойовий порядок. 
|  | "З армією в 30 000 чоловік можливо перемогти 100 000, якщо взяти їх у фланг" - пише він. |

Таким чином, військові теоретики XVIII ст. віддавали перевагу не рішучім бойовим діям, а маневреній стратегії. Метою бойових дій ставилась не армія ворога, а його територія. Вищим досягненням військового мистецтва оголошувалось вміння змусити армію противника до відступу маневрами і загрозою його комунікаціям та захоплення території противника без бою.

Становлення стратегії як науки пов'язане з ім'ям англійського військового теоретика Генрі Ллойда. У вступі до твору «History of the war between the Empress of Germany and her allies» (1782), присвяченого Семирічній війні він узагальнив та систематизував військовий досвід XVIII ст., що базувався на п'ятиперехідній системі постачання військ. Ллойд вводить терміни «базис військових дій» — пункт, де знаходяться бази споживання армії, та «операційна лінія» — шлях від «базису» до мети бойових дій. На основі досвіду Семирічної війни Ллойд доводить перевагу позиційної війни над веденням битв. Він вважав першочерговими завданнями військових начальників логістику, налагодження безперебійного постачання та вміння облаштовувати табори, це все разом, на його думку, дало б можливість вигравати війни без боїв. Говорячи про внесок Генрі Ллойда Військова енциклопедія Ситіна дає йому наступну характеристику 
|  | Ллойд першим встановив позначки для наукової розробки стратегії та окреслив її кордони. Він є першим стратегічним письменником, єдиним, що написав трактат про військову справу, узагальнивши усі її сторони. |

Наполеонівські війни внесли докорінні зміни як в стратегію так і в тактику військових дій. Осмислення та аналіз змін, що відбулися, пов'язані з іменами Карла Клаузевіца та Генріха Жоміні. Як пише про Жоміні військовий історик О. О. Строков 
|  | Генерал Жоміні - перший великий дослідник історії війн французької революції та війн Наполеона. Жоміні рішуче розкритикував кордонну систему, збудовану на розпиленні військ. Кордонній системі - без ударних груп та рішучих ударів - він протиставив нову ударну систему, показав на великому фактичному матеріалі її переваги. |

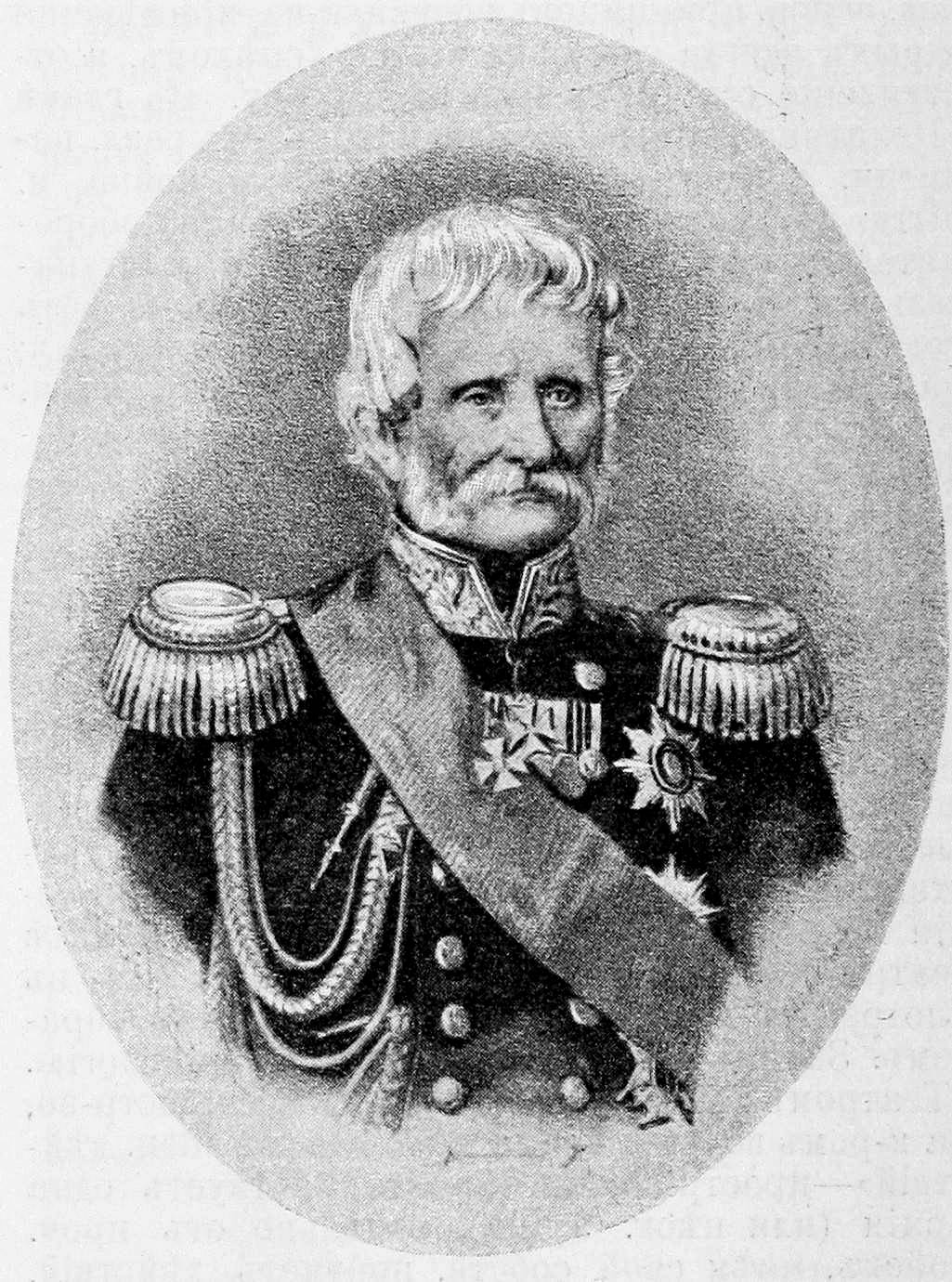
Генріх Жоміні

Досліджуючи Наполеонівські війни Жоміні приходить до висновку що поразки противника можливо досягнути не самим маневруванням, не вступаючи у бій, а тільки шляхом блискавичних маневрів та рішучих бойових дій. Під час війни чи бою потрібно націлювати свої головні сили на найбільш важливий пункт. Це Жоміні вважав головним принципом війни. Успішні умови для здійснення цього принципу він бачив в захопленні ініціативи у бойових діях. Військовий історик та теоретик О. О. Свєчін, характеризуючи внесок Жоміні у військову теорію, писав 
|  | Впродовж цілого століття військова думка усього світу... жила ідейним спадком Жоміні. |

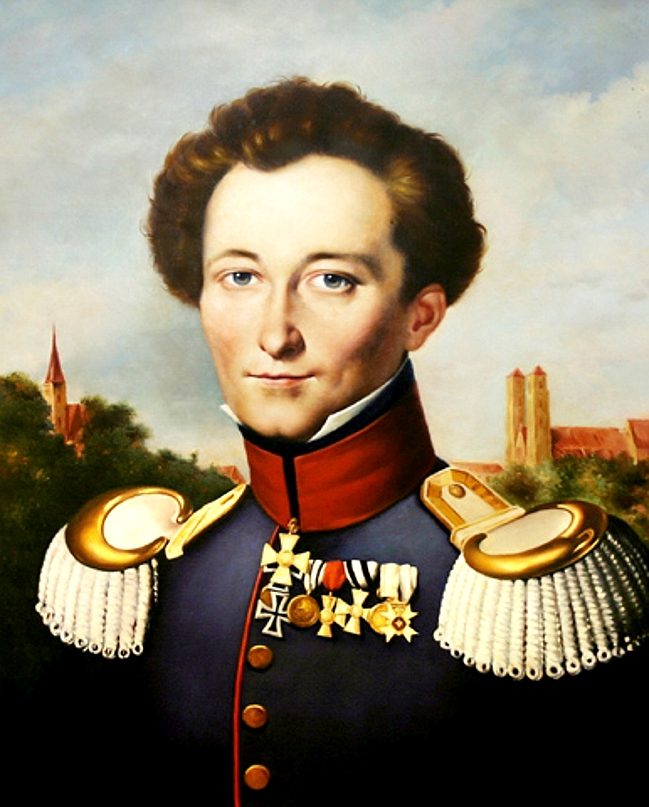
Карл Клаузевіц

Першим військовим теоретиком, що дав комплексний аналіз головних явищ та розвитку військового мистецтва, був
Карл Клаузевіц. Для цього він дослідив 130 війн та походів з 1566 по 1815 рр. та військову діяльність Густава II Адольфа, Фрі́дріха II Великого, Наполеона та маршалів Людовика XIV. У своїй праці «Про війну» (1832 р.)Клаузевіц створює широкий філософський, політичний, стратегічний та тактичний огляд війни. Клаузевіц чітко формулює тезу що війна є продовженням політики, тому роздумуючи над війна наполеонівської доби, він вводить розмежування на тотальну на обмежену війни, виходячи з мети, яку ставлять перед собою керівники держави. Вважаючи стратегію наукою, Клаузевіц рішуче виступає проти того, щоб стратегію вважали набором прикладів для полководця, він говорить про набір принципів, які виводяться з досвіду попередніх війн. Цими принципами є :
- Повна концентрація та напруга усіх сил
- зосередження сил на напрямку головного удару
- раптовість, швидкість та рішучість дій
- максимальне використання досягнутого успіху
- бій — єдина можливість досягнення мети війни.

Праці Клаузевіца склали цілей етап військової теорії, давши значний розвиток стратегії та методам ведення війни.
Таким чином військова думка першої половини XIX ст. повністю розвивалась під впливом наполеонівських війн. Узагальнивши нові принципи ведення війни, військові теоретики, в той же час, створюють культ Наполеона, що панував майже до 70-х рр. XIX ст.

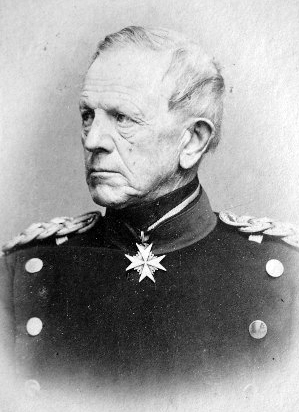
Гельмут фон Мольтке

Франко-прусська (1870—1871 рр.) та Російсько-турецька (1877—1878 рр.) війни виявили нові тенденції у військовому мистецтві. Через зростання чисельності армій зазнала поразки стратегія генерального бою. Також збільшився вплив економічних чинників на ведення війни. Замість тактики колон під впливом введення нарізною зброї та зростання скорострільності та щільності вогню, поширюється тактика стрілецьких ліній. Зміни у веденні бойових дій потребували осмислення їх військовою наукою. На той час найбільш глибоко нові проблеми було розроблено у німецькій військовій школі. Генерал-фельдмаршал Гельмут фон Мольтке у свої працях, що потім були видні під назвою «Військові повчання», розробляє питання руху та зосередження військ під час бойових дій. він висуває принцип — нарізно йти — разом битись, що відповідала новим формам ведення війни. Використання телеграфу та залізниць робило можливим наступ декількох армій з різних стратегічних напрямків, об'єднаних єдиною метою. Паралельно генерал-фельдмаршал Кольмар фон дер Гольц у праці «Озброєний народ» (1866 р.) висуває ідеї тотальної війни та масової багатомільйонної армії, що спиралась на загальну військову повинність. він першим висвітлив тенденцію збільшення збройних сил та потребу у підготовці багатомільйонних резерві у мирний час. В Росії в цей час працює видатний військовий теоретик Генріх Лєєр, що його називають «батьком російської стратегії». У своїй головній праці «Стратегія» (1885—1889 рр.), він розробляє критично-історичний метод. Цей метод полягає у тому, щоб, поєднавши історичні та теоретичні дослідження, розробити закони військового мистецтва, тобто підвести під стратегію науково-теоретичну базу. Лєєр розробляє «вічні» принципи війни та застосування їх у бойових діях («прикладна тактика»). В той же час пошук «вічних» принципів війни привів Лєєра та його послідовників до відриву його стратегії від практики, що висловлювалось зокрема у недооцінці нових видів зброї та форм ведення війни.

Великі зміни відбулась також і у військово-морській теорії. Початок їм поклав шотландець Джон Клерк. У свої праці «Досвід морської тактики» (1790 р.) він рішуче виступає проти лінійної тактики, що панувала на флотах вже більше 100 років, та пише, що потрібно 
|  | Атакувати переважаючими силами ту частину ворожого флоту, котра є найслабшою. |

Теоретичне оформлення військово-морської стратегії пов'язане з іменами американського адмірала Альфред Тайєра Мехена та англійського адмірала Філіпа Коломба, що обгрунтували Теорію морської сили. Відповідно до цієї теорії саме панування на морі, а не на суходолі, є вирішальним чинником перемоги над противником, а засобом досягнення цього панування є розгром морських сил противника у вирішальному бою. Відповідно до цього, головні сили повинні зосереджуватись на розбудові військово-морського флоту.
Характеризуючи розвиток військової теорії XIX ст. слід зазначити її значний розвиток. Завдяки, перш за все, Жоміні, Клаузевіцу та Г. Лєєру стратегія стає наукою, розробляючи як практичні так і теоретичні та філософські питання мистецтва війни.

### XX століття

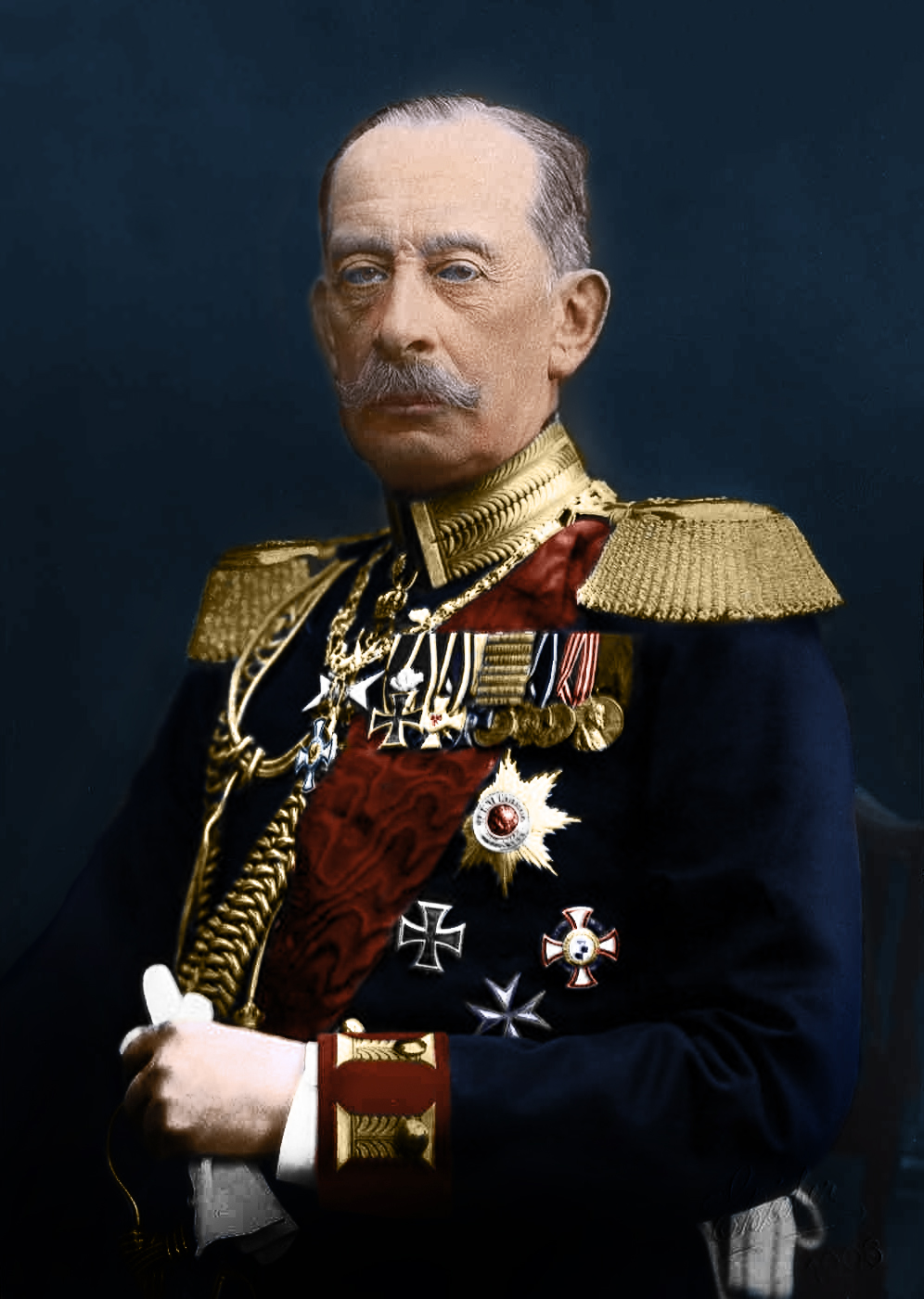
Альфред фон Шліффен

Розвиток військової думки на початку XX століття був пов'язаний з підготовкою до майбутньої війни. В загальних рисах можна визначити два напрямки її розвитку — німецький та французький. Німецький очільник Генерального штабу Альфред фон Шліффен у своїх роботах, виданих під загальною назвою "Канни" розвивав ідею оточення військ противника. Як пише військовий історик А. М. Зайончковський : 
|  | Ідея Шліффена полягала у тому, що сучасні битви повинні звестися до боротьби за фланги, у котрій переможе той, хто буде мати останні резерви не за серединою фронту, а на його крайньому фланзі.... Щоб досягнути вирішального результату та розгрому противника, потрібно вести наступ з двох чи трьох боків, тобто з фронту та флангів. |

Також Шліффен стверджував що майбутня війна не може бути тривалою з економічних причин, через те, що держави не можуть утримувати багатомільйонні армії впродовж тривалого часу. Слід зазначити, що подібної думки дотримувалось військове керівництво усіх провідних армій того часу. Французькі військові теоретики Фердинанд Фош, Леваль, Гранмезон, розвивали теорію рішучого наступу, але, на відміну від німців, що планували одразу вводити головні сили в бій, французи рекомендували спочатку займати вичікувальну позицію з метою з'ясовування задумів противника, а тільки після цього, в залежності від обстановки, переходити в наступ.
Російська військова думка розкололась на французьких та німецьких прихильників. В той же час, російський генерал М. П. Міхнєвіч у своїй роботі "Основи стратегії" (1913 р.) відкидає ідеї блискавичного розгрому противника у вирішальній битві та швидкого закінчення війни. Він наголошує на тому, що майбутні війни будуть вестися багатомільйонними арміями, які можуть швидко відновлюватись, що довів досвід Франко-прусської війни 1870 - 1871 рр. Тому, для перемоги потрібно не тільки розгромити ворожі армії, але й захопити життєво важливі центри країни, а це потребує тривалого часу та напруги усіх сил держави.
Після закінчення Першої світової війни перед військовими теоретиками постало завдання осмислити її досвід, а також розробити торію застосування нових видів зброї, таких як танки, авіація та підводні човни. Найбільш наполегливо в цих напрямах працювала військова думка Великої Британії, Німеччини, СРСР та Франції.

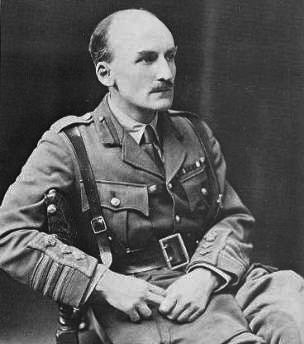
Джон Фуллер

Головною проблемою Першої світової війни було подолання ворожих укріплених ліній. Нові засоби збройної боротьби, такі, як танки, давали змогу вирішити цю проблему. У зв'язку з цим стали з'являтись теорії створення механізованих армій, основою яких стали б танки.  Джон Фуллер в Англії, Шарль де Голль у Франції, Гайнц Гудеріан в Німеччині висловили вірне припущення, що майбутня війна буде маневреною .
В СРСР в 30-х рр. активно розроблялась Теорія глибокої наступальної операції. Сутність її полягала у прориві оборони противника на значну глибину та негайному введенню у прорив танкових та механізованих військ, при цьому авіація блокувала підхід ворожих резервів. Вирішальну роль у прориві відводилась танковим військам та артилерії.
Паралельно в Німеччині розроблялась теорія Бліцкригу ("блискавичної війни").. Сутність її полягала в масованому використанні сухопутних сил (більшу частину котрих складали танкові та механізовані війська) та авіації на напрямку головного удару з метою швидкого прориву оборони противника та стрімкого просування вглиб його території. Мета - оточення ворожих угрупувань, руйнування взаємодії військ противника та захоплення важливих стратегічних пунктів. Концентрація рухомих сил на головному напрямку наступу дозволяла прорвати оборону противника.  Ключовим моментом Бліцкригу була швидкість, що ускладнювала стороні, що обороняється, адекватне реагування на дії військ, що ведуть наступ.

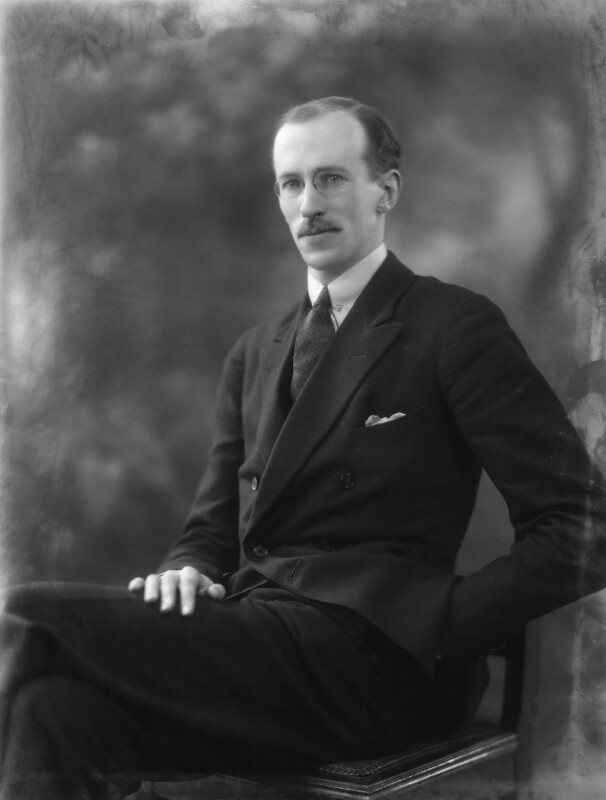
Безіл Ліддел Гарт

В той же час, пам'ятаючи досвід Першої світової війни, активно велись пошуки засобів мінімізації втрат. Італійський генерал Джуліо Дуе, що був першим теоретиком повітряної війни, у роботі "Панування у повітрі" (1921 р.) висуває тезу, що авіація є найбільш потужним видом зброї, який дозволяє вигравати війни, знищуючи населення, шляхи сполучення та промислові центри. Він пише : 
|  | Без панування у повітрі успіх у сучасній війні є неможливим, а панування можливо досягнути тільки силами самого повітряного флоту, котрий, після завоювання панування у повітрі, в короткий термін повинен придушити опір ворожої країни настільки, щоб унеможливити подальший опір для неї. |

 Таким чином, на думку Дуе,  за допомогою дій лише самої авіації, знищуючи війська та промисловість країни, паралізувати волю населення ворожої країни до опору. Хоча в жодній державі "доктрина Дуе" на стала основою військового планування, але її елементи активно застосовувались під час Другої світової війни. Друга світова та війни другої половини XX ст. довели хибність теорії Дж. Дуе про перемогу виключно завдяки військовій авіації. Жодна країна не виграла війни без окупації сухопутними військами території противника.
Поява ядерної зброї призвела до суттєвих змін у військових доктринах. Ключовим моментом стало розуміння безперспективності ядерної війни, яка здатна знищити цивілізацію, тому ядерна зброя стала розглядатися виключно як засіб стримування імовірного агресора. Хоча американські військові теоретики до кінця 60-х рр. розробляти питання застосування тактичної ядерної зброї у локальних конфліктах. В цих умовах, англійський військовий теоретик Безіл Ліддел Гарт формулює свою концепцію "непрямих дій". Сутність концепції Ліддела Гарта полягала у тому, що пряме зіткнення на полі бою ворожих армій не є ефективним шляхом перемоги, так як ворожі сторони обов'язково приймуть заходи щоб блокувати дії одне одного. Пізніше США доповнили цю концепцію ідеєю економічної переваги. Ліддел Гарт відкидав стратегію прямих потужних ударів. Він вважав найбільш доцільним використання неочікуваних  та непередбачуваних "непрямих дій". Потрібно вивести противника з рівноваги, тримати його в непевності щодо ваших сил та напряму дій, змусити його розпорошити свої сили на декількох напрямах та врешті вдатись до дій, яких ворог не передбачив. Ліддел Гарта виступав проти суцільних фронтів та ставив за приклад дію мобільних підрозділів німецького генерала Ервіна Роммеля під час Північно-Африканської кампанії 1940 - 1943 рр.
Також в останній третині XX ст. завдяки використанню високоточної зброї, космічної розвідки та електронних систем керування боєм американський військовий теоретик Дж. Уорден запропонував вдосконалений варіант "доктрини Дуе". У своїй роботі "Повітряна війна : планування кампанії (1988 р.) він стверджував що військово-повітряні сили здатні досягнути поставленої мети з мінімальними втратами та високою ефективністю, якщо будуть наносити удари по "центрам сили" - найбільш вразливим місцям противника. Уорден стверджував, що не потрібно прямо атакувати збройні сили противника, бо це є малоефективним, а потрібно знищувати промислові об'єкти та комунікації.. Наприкінці XX ст. В США починають розробляти теорію "повітряно-наземного бою". Вона базується на широкому використанні високоточної зброї, "єдиному полі бою" тобто управлінні військами за допомогою цифрових технологій, розвивається концепція "дальнього поля бою" - використання  дальніх підрозділів, озброєних далекобійними ударними засобами. Можна зазначити, що фактично це є розвиток ідей радянської теорії глибокої наступальної операції  та німецької теорії Бліцкригу з урахуванням нових технологій враження та керівництва військами.

## Еволюція зброї
Вже с самих давніх часів людство використовує два види зброї — ударну та метальну. Найдавнішими з них є дубина та камінь. Першим кроком у вдосконаленні зброї є винахід луку, пращі та списа. Але перша справжня революція у військовій справі пов'язана з використанням металу для виготовлення зброї, що сталося приблизно у IV тис. до н. е. у добу енеоліту. Спочатку починається виготовлення мідних кинджалів, а пізніше, у II тис. до н. е., у часи бронзової доби, з'являються мечі.

### Стародавній світ
У XVII—VII ст. до н. е. головною ударною силою армій Стародавнього світу стає бойова колісниця. Виникнення колісниці відносять приблизно до сер. III тис. до н. е., коли їх першими почали використовувати у бойових діях шумери. Бойові колісниці були дво- чи чотириколісними візками, до яких впрягали пару чи четвірку коней. У Давньому Єгипті на колісниці були розташовані лучники, а у хеттів — метальники списів. Коней вкривали панцирями, а до коліс, як це робили, наприклад, перси, кріпили коси. Колісниці були головною ударною силою армій Стародавнього Єгипту, Хеттського царства, Ассирії та Китаю.
- Ауксилії
- Гопліти
- Катапульта
- Кіннота
- Колісниця
- Лук
- Піхота
- Праща
- Щит

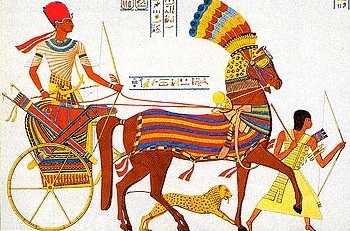
Давньоєгипетська колісниця

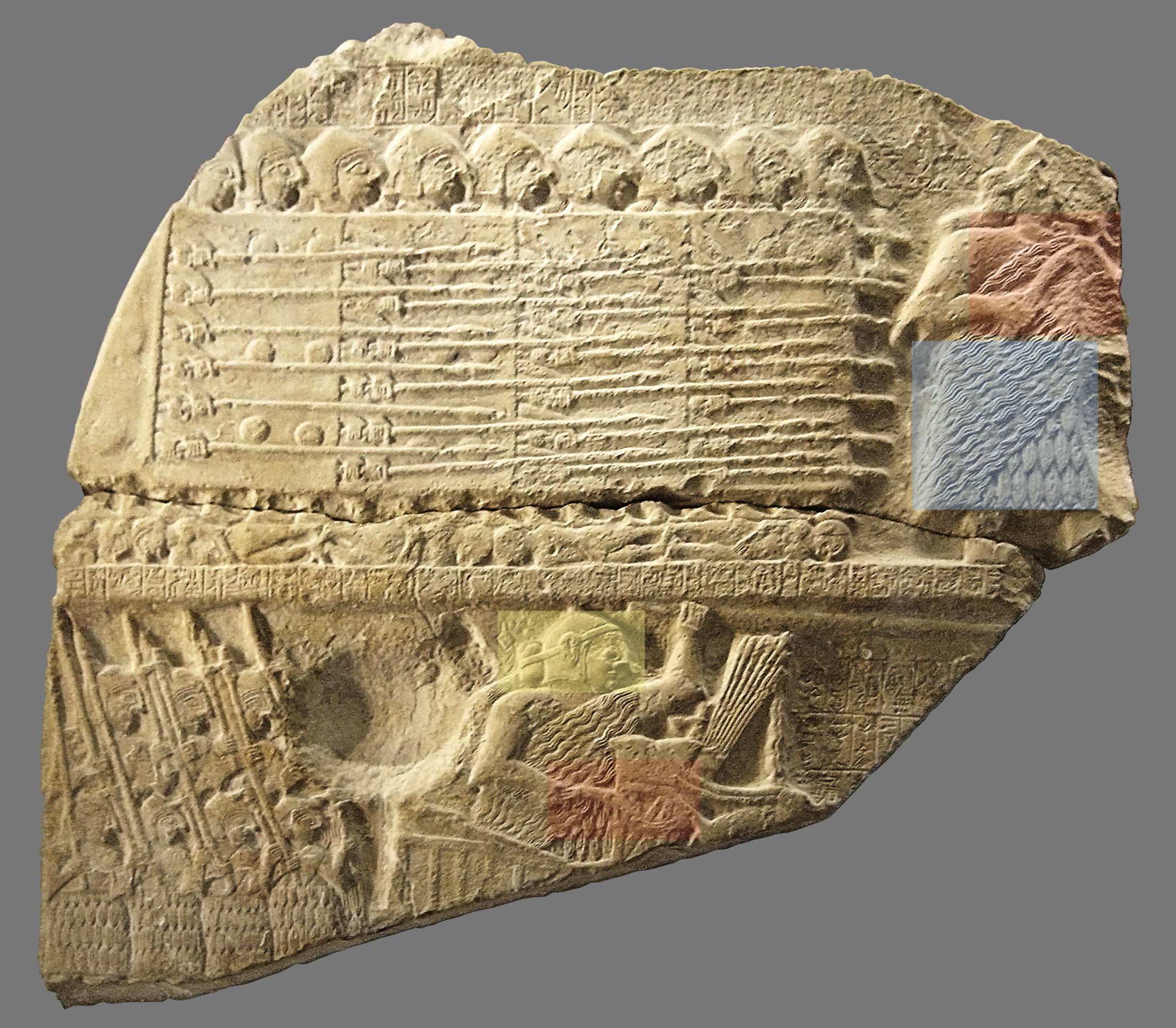
Шумерська піхота на «Стелі коршунів»

Другим важливим винаходом. що дали шумери військовій історії є стрій важкоозброєної піхоти. Озброєні бронзовими кинджалами, сокирами та списами, захищені щитами, шкіряними панцирями та бронзовими шоломами, вже в середині III тис. до н. е. шумерські вояки шикувались у стрій, що пізніше став відомий як фаланга. Першими, хто масово озброює військо залізною зброєю, стають ассирійці. Окрім цього, вони є піонерами інженерної техніки. Вже починаючи з XVIII ст. до н. е. асирійці застосовували при штурмі фортець облогові вежі та тарани.
Наступний якісний крок у розвитку озброєнь пов'язаний з Давньою Грецією. Саме греки розробили найбільш досконалий на той час комплекс озброєння гопліта. Поєднуючись з передовою, на той час, системою комплектування та навчання вояків, грецька, а потім македонська армії наносять неодноразові поразки Перській державі.
На морі панують грецькі трієри. Більш рухливі та повороткі, чим їхні попередники, фінікійські кораблі, озброєні тараном та дельфіном (пристрій з вантажем для ламання палуби ворожого судна), маючи краще підготовану команду та бойову тактику, ці кораблі будуть панувати в Середземному морі до кінця Стародавнього світу.

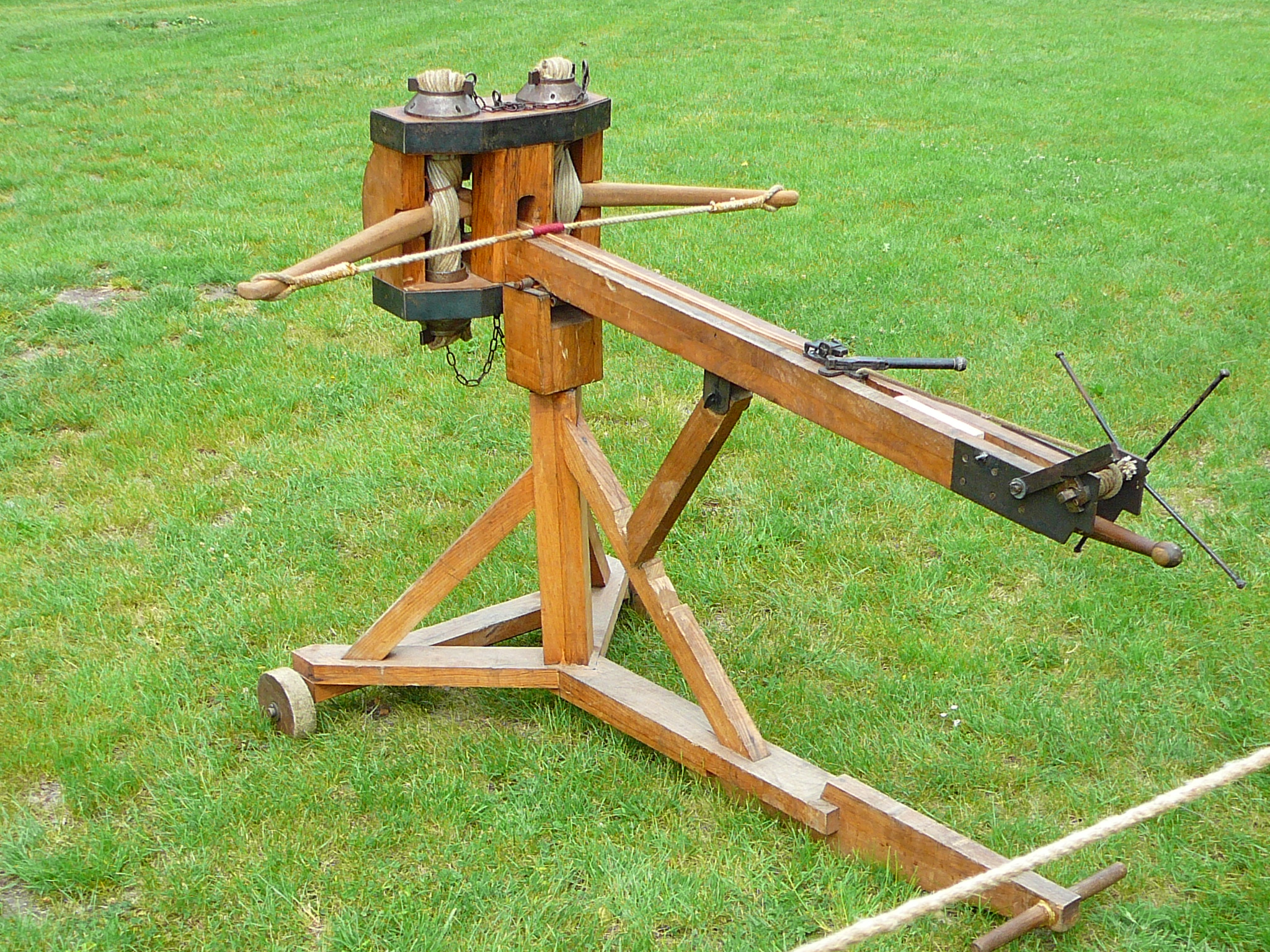
Давньоримська катапульта (реконструкція)

Розвиток артилерії пов'язаний також із давніми греками. У добу еллінізму (IV—I ст. до н. е.) ми бачимо вже доволі розвинену античну артилерію. Це були як гастрафети (ручні арбалети), так і ціла низка торсіонних машин, дія яких базувалась на енергії пружин, що складалися зі скручених канатів. Головними різновидами метальних машин доби античності були балісти та катапульти, а також їхні модифікації відомі під назвами полібол, скорпіон, онагр, карабаліста.
Найбільшого розвитку зброя досягає в часи Давнього Риму. Перш за все, це комплекс озброєння та захисного обладунку римського легіонера I—III ст., відомого як лорика сегментата. Металеві обладунки надавали повний захист від будь-якої зброї тих часів. Також римляни вдосконалили облогові та метальні машини. При цьому метальні машини, починаючи з II ст. н. е., використовуються і в бойових порядках легіону як польова артилерія.
Останнім досягненням Стародавнього світу у військовій сфері є поява важкоозброєної кінноти, відомої під назвами катафрактів, катафрактаріїв та клібанаріїв. Тактика удару списами у тісних шикуваннях, що ними використовувалась, є попередником лицарської тактики доби Середньовіччя.

### Середні віки

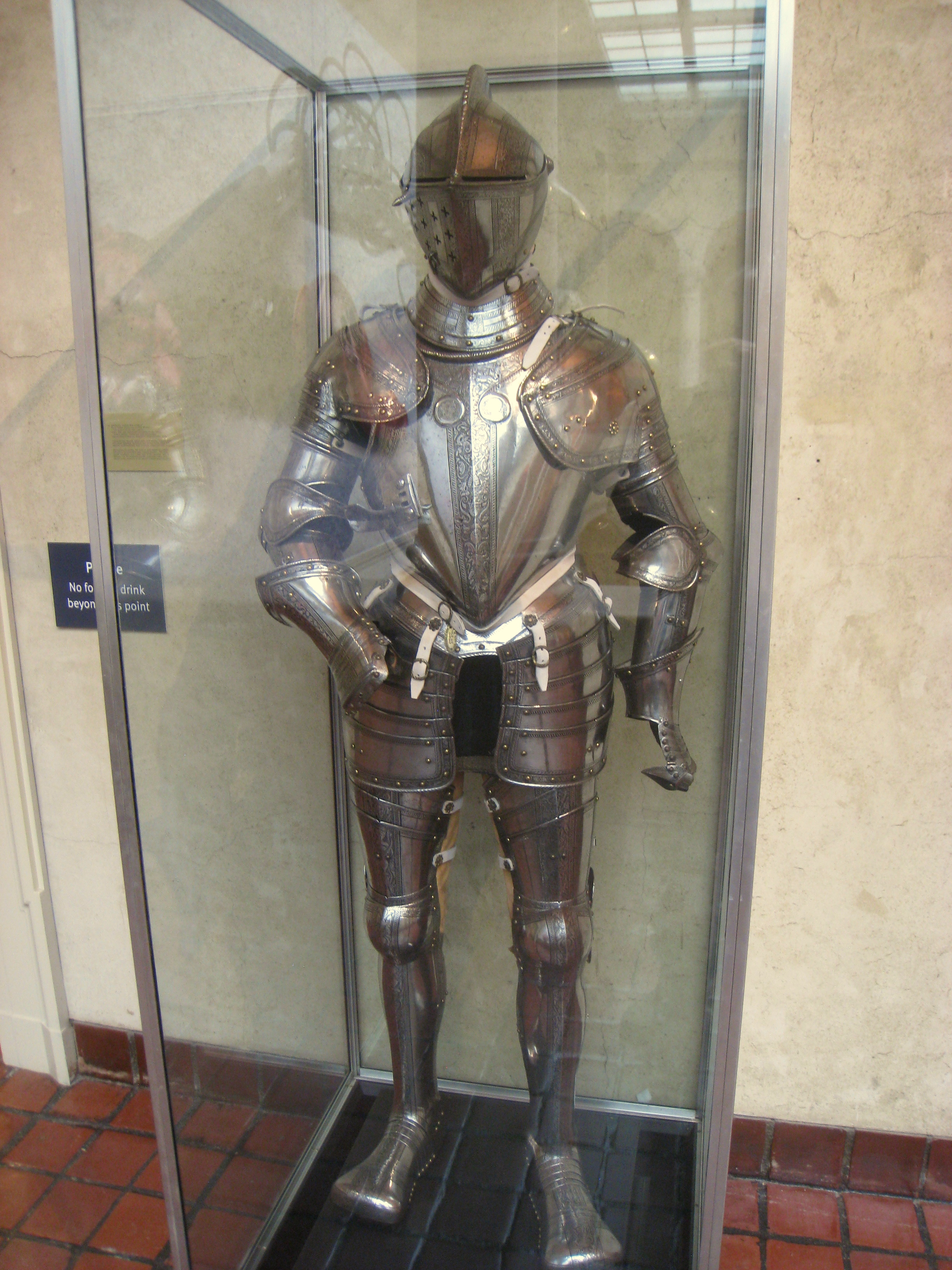
Міланський лицарський обладунок (XVI ст.)

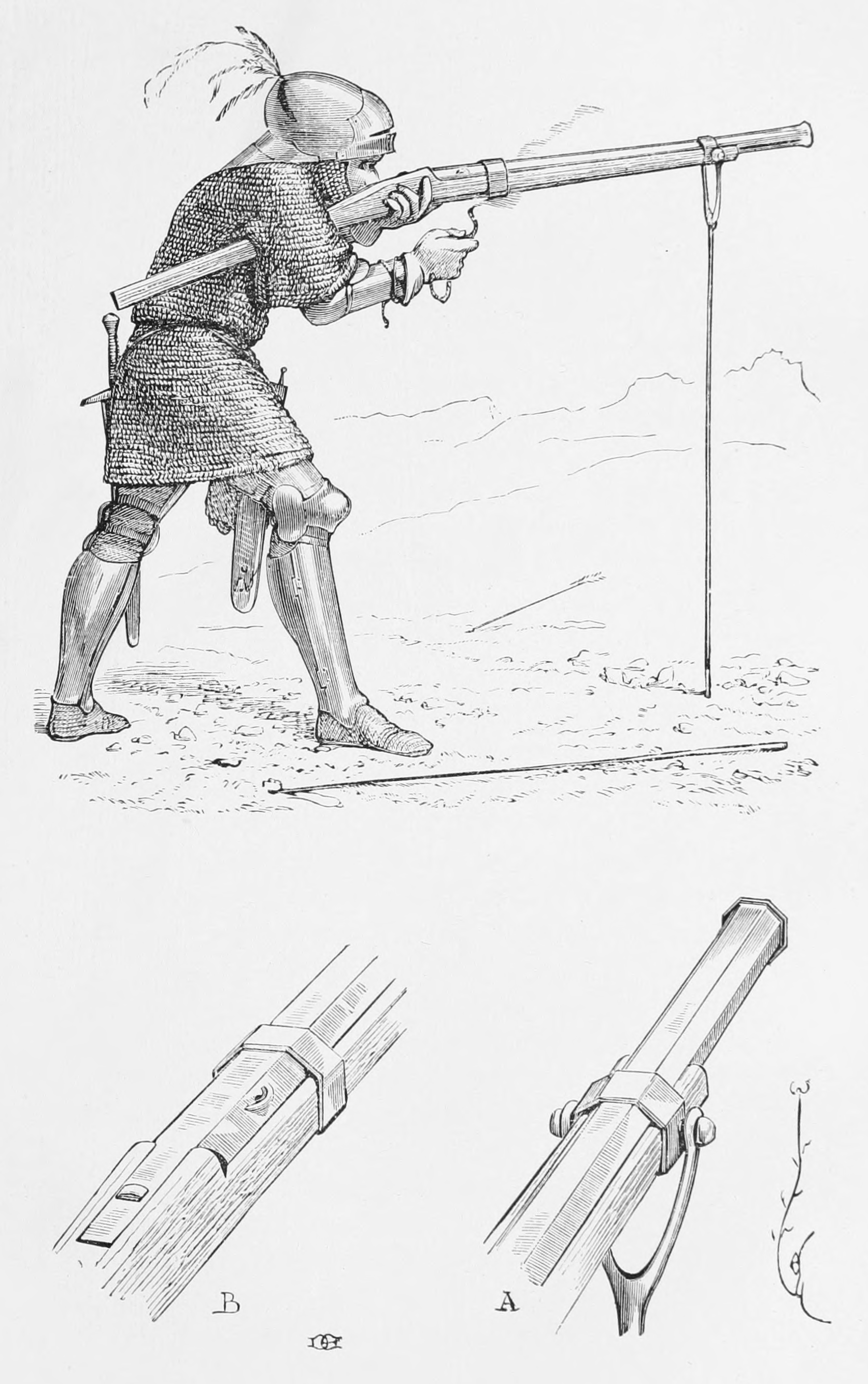
Аркебузир (XV ст.)

У розвитку військових технологій Середньовіччя можливо виділити наступні тенденції. Перш за все, це вдосконалення захисного обладунку, його розвиток від кольчуги до т. зв. «білого обладунку», що вкривав усе тіло бійця. Вершиною їхнього розвитку є «міланські» та «максиміліановські» обладунки XV — I-ї пол. XVI ст. Але, у зв'язку з впровадженням ручної вогнепальної зброї в XVI ст. починається процес відмови від лицарських панцирів.
Ключовим моментом, що вплинув на увесь подальший розвиток військової історії є початок використання пороху у військовій справі. Першими попередниками вогнепальної зброї були різного роду «вогнемети», відомі як «хо-пао» у Середньовічному Китаї, чи грецький вогонь у Візантії. Наступним кроком було використання пороху у ствольній зброї що починається з XIV ст. У 1326 р. вогнепальна зброя з'являється в Італії, 1338 р. — у Франції, 1342 р. — Іспанії, 1346 р. — Німеччині. З Німеччини через Польщу вогнепальна зброя приходить до України, де в 1394 р., за наказом князя Ягайла, перші гармати з'являються в Львові. Винайдення ручної вогнепальної зброї аркебузи в першій третині XV ст. поруч із використанням артилерії в польових зіткненнях повністю змінює картину бою, поступово висуваючи на перше місце піхоту.
- Арбалет
- Артилерія Середньовіччя
- Грецький вогонь
- Довгий корабель
- Дромон
- Дружина (військо)
- Замок (споруда)
- Кондотьєр
- Лицар
- Мамелюки
- Модфа
- Порох
- Требушет
- Яничари

### Новий час
Головним напрямком розвитку військових технологій нового часу є вдосконалення вогнепальної зброї. На початку XVII ст. на зміну аркебузі приходить мушкет, а з кінця XVII ст. європейські армії озброюються гладкостовольною рушницею з ударно-кремневим замком. З невеликими змінами цей тип вогнепальної зброї використовувався до першої чверті XVIII ст. Хоча суперництво лука та вогнепальної зброї тривало ще довгий час. Останній раз лук застосовувався у військових діях під час битви під Лейпцигом (1813 р.).
XIX століття принесло ряд технічних вдосконалень стрілецькою зброї що привело до значних змін у військовому мистецтві.
Перш за все, це перехід від кременевого до капсульного замка. Наступними винаходами були куля Міньє, унітарний патрон та гвинтівка Дрейзе з казенним заряджанням. Все це привело до переходу європейських армій спочатку до дульнозарядної нарізної зброї в першій половині XIX ст., а після австро-прусської війни 1866 р. — до казеннозарядної нарізної стрілецької зброї.

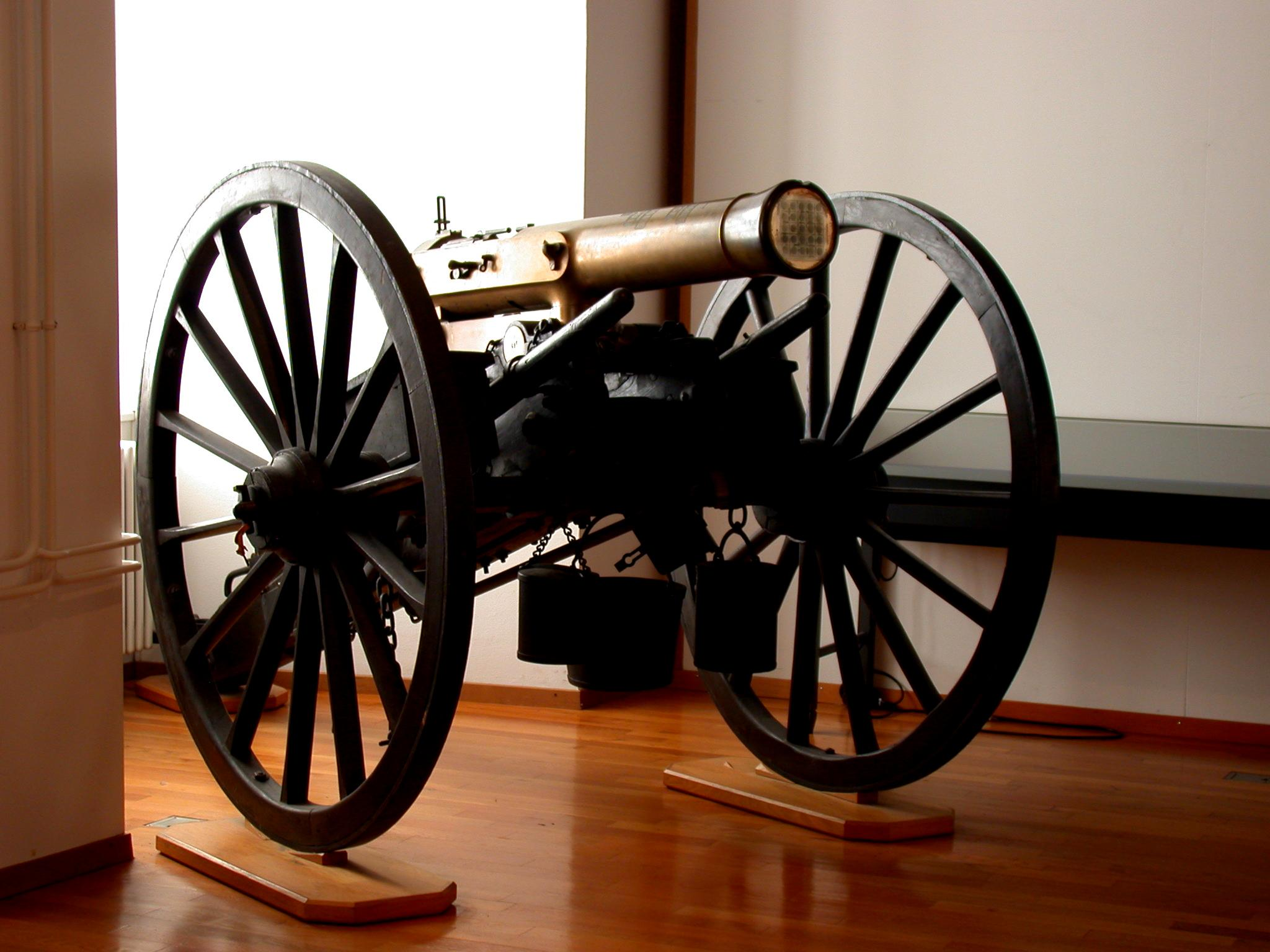
Мітральєза

Наступним вдосконаленням стрілецької зброї став кулемет. Його попередником була мітральєза, що була першою скорострільною механічною зброєю, та перебувала на озброєнні у другій половині XIX ст. Фактично мітральєза була попередницею сучасних багатоствольних систем залпового вогню. Але у війнах другої половини XIX ст., через ряд причин, вона не зіграла значної ролі, і на початку XX ст. їй на зміну приходить більш досконалий винахід — скорострільна автоматична зброя кулемет. Його винахідником був американець Г. Максим, а вперше було застосовано в бойових умовах під час англо-бурської 1899—1902 рр. та російсько-японської 1904—1905 рр. війн. А вже під час Першої світової війни 1914—1918 рр. кулемет відіграє значну роль у зміні тактики бойових дій та був одним з важливих чинників переходу від маневреної до позиційної війни.

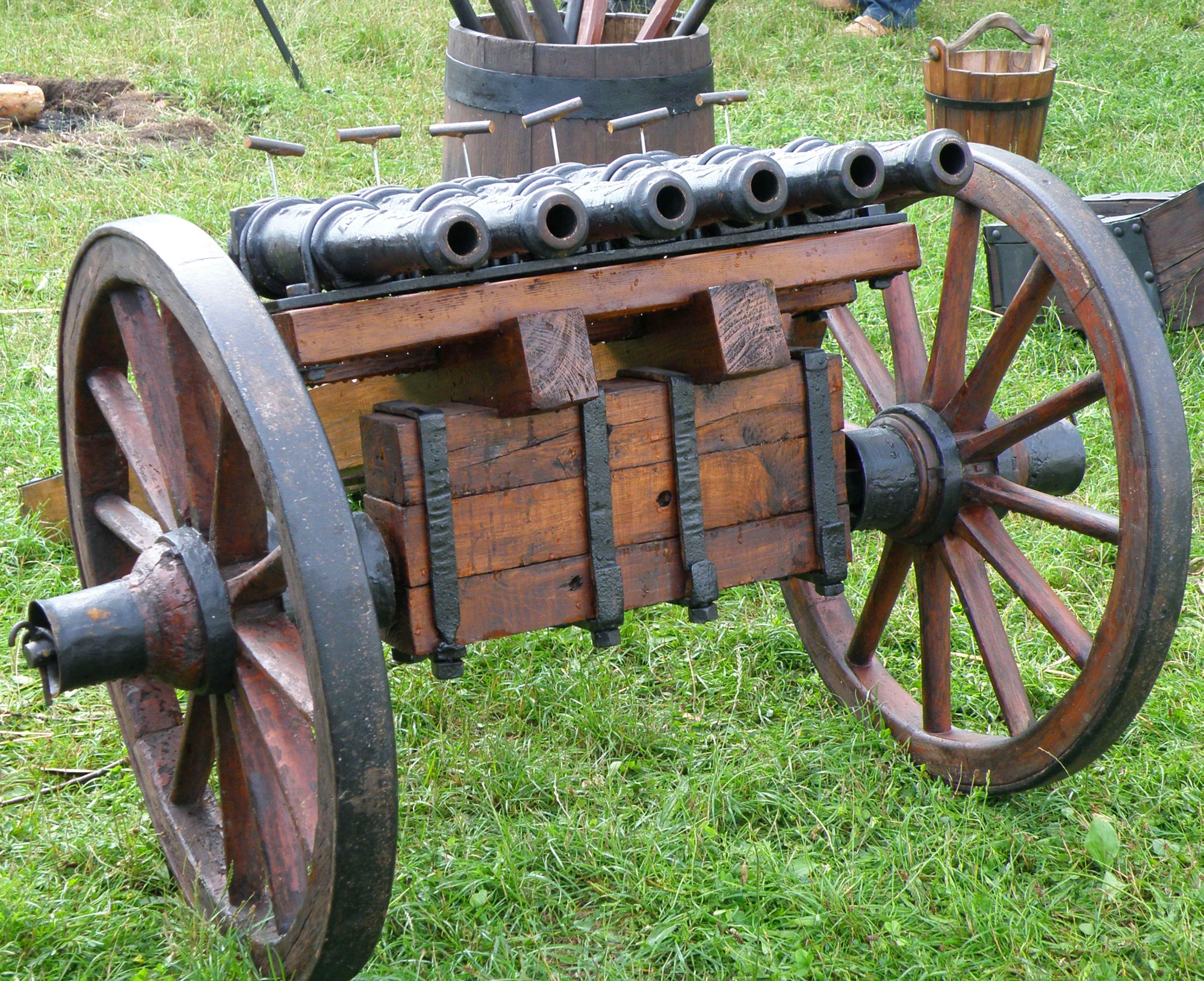
Шмагівниця (XVII ст.)

Революційні зрушення також відбувались і в артилерії. Першим кроком стає розробка системи калібрів гармат, розроблена німецьким вченим Георгом Гартманом у 1546 р., що значною мірою впорядкувала артилерійське виробництво. Подальший розвиток йшов у напрямках зменшення ваги гармат та збільшення їх рухливості. У XVII—XVIII ст. розробляється класифікація артилерії на польову та облогову, різні типи боєприпасів до них та форми використання в бойових умовах. На початку XIX ст. зафіксовано перші спроби використання бойових ракет, а в середині століття відбувається перехід від гладкоствольної до нарізної зброї артилерії. У XVI—XVII ст. проблему низької скорострільності тогочасної артилерії намагались вирішити створенням багатоствольних гармат, відомих в Україні як шмигівниця. Але тільки у другій половині XIX ст., із введенням унітарних зарядів, поворотних механізмів та бездимного пороху, цю проблему було розв'язану в гарматі з одним стволом.
У XVI ст. відбувається перехід від гребного до вітрильного флоту. Першим військовим вітрильним кораблем стає «Great Harry», якого було збудовано в Англії в 1520 р. У 1610 р. англійський кораблебудівник Фінеас Пітт побудував
трьохпалубний лінійний корабель «Prince Royal», що став взірцем для подальших бойових вітрильників. Вітрильні лінійні кораблі панували на морі до середини XIX ст, коли на зміну їм приходять пароплави. Зміни у флоті були спричинені застосуванням гребного гвинта та парової машини. Першим бойовим пароплавом став англійський «Warrior» збудований у 1860 р. Це був перший корабель, що його було повністю збудовано з заліза та озброєно нарізною артилерією. Новий тип кораблів — броненосці, став пануючим на морі до Першої світової війни.

### XX століття

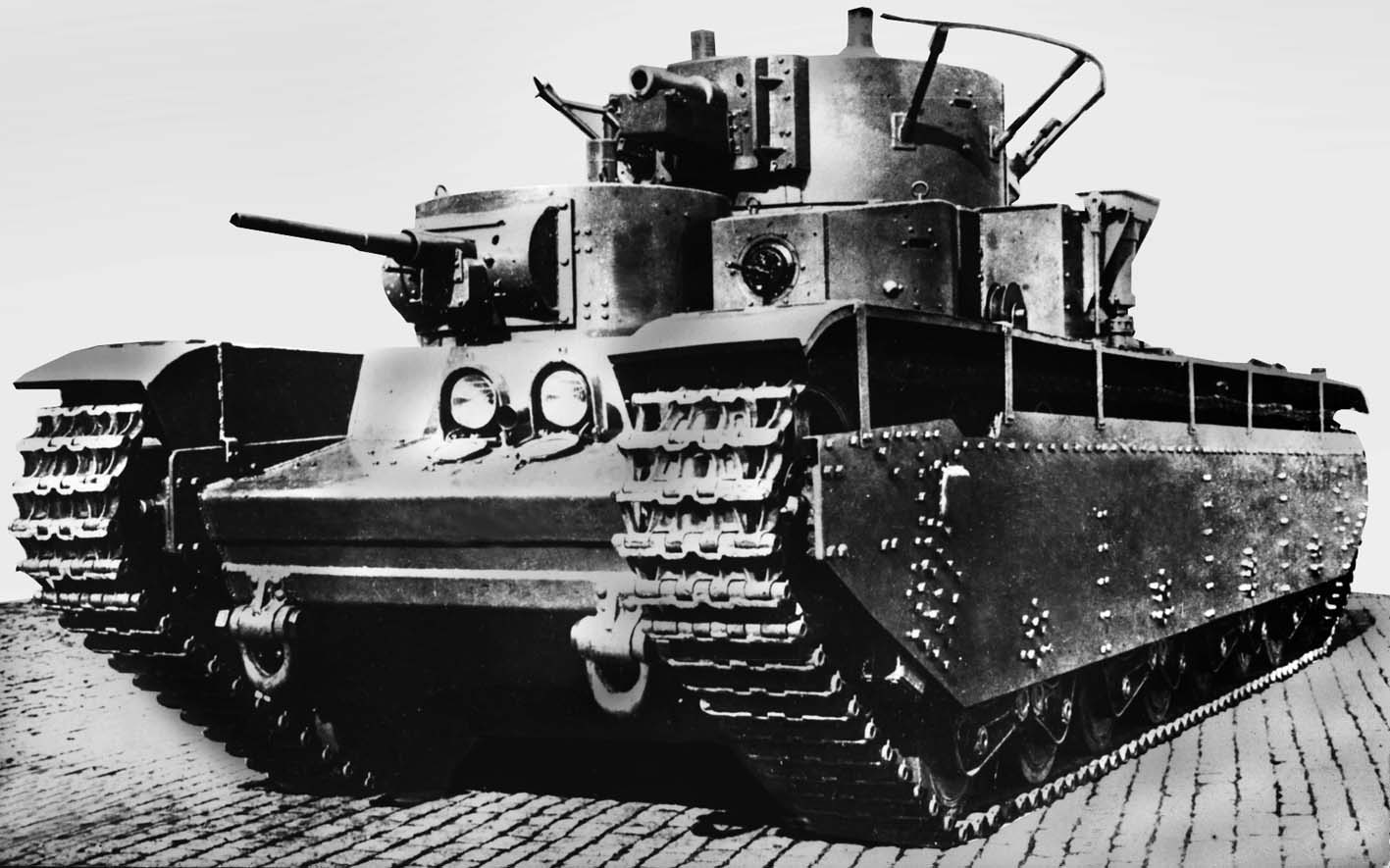
Радянський танк Т-35

Перша світова війна спричинила колосальний прогрес у розвитку озброєнь. танки та літаки повністю змінюють обличчя війни, яка стає «війною моторів». У 1916 р. англійці вперше застосовують на полі бою танк Mark I. Незважаючи на невеликі тактичні успіхи та конструктивні недоліки застосування танків під час битви на Соммі показало, що цей новий вид зброї є перспективним засобом ведення війни. У 1917 р., після створення французького Renault FT-17, танки набувають класичної компоновки, що існує дотепер. Революційний прорив у конструкції танків було здійснено у 20-30-х рр. американським інженером Джоном Крісті, який створив новий тип «швидкохідного танка». Створений ним Medium Tank T3, завдяки вдалій конструкції ходової частини, поєднував у собі високу швидкість, маневреність та прохідність. Потім ця лінія розвитку продовжувалась радянськими танками БТ та Т-34.
У Другій світовій війні танки стають головною ударною силою армій. Бойовий досвід довів неефективність легких танків, та їх випуск було припинено. Розвиток іде в бік посилення озброєння та захисту, вдосконалення ходової частини танку. Також виявили свою неефективність радянські багатобаштові танки прориву Т-28 та Т-35. Починаючи з 60-х рр., відбувається злиття важкого та середнього танків у єдиний основний танк, що здатен виконувати широкий діапазон бойових завдань — від боротьби з танками противника до руйнації ворожих захисних споруд та живої сили.
Другим нововведененням, що змінило характер війни, стала авіація. Піонером у військовому використанні авіації стає Італія, яка під час Італо-турецької війни (1911—1912 рр.) використовувала літаки у якості розвідників та бомбардувальників. Також Болгарія у Першій Балканській війні (1912—1913 рр.), використовує літаки-розвідники. Перші літаки мали дерев'яну конструкцію та обшивку з матерії. Всього станом на 1910 р. у світі було збудовано біля 80 літаків. Перша світова війна значно прискорює розвиток авіації. Напередодні війни Росія мала 263, Франція — 156, Німеччина — 232, Австро-Угорщина — 65, Велика Британія — 258 літаків. Але авіація вважалася допоміжним родом військ та не була озброєна. Паралельно з літакобудуванням розвивається дирижаблебудуваня. Перед Першою світовою війною Німеччина мала — 15, Росія — 14, Франція — 5 дирижаблів. І хоча дирижаблі вдало застосовувались у боротьбі з підводними човнами, але через слабку захищеність від сучасних засобів враження не виявили себе ані на полі бою, ані як засіб бомбардування населених пунктів. У той же час авіація в роки війни отримала значний розвиток. Покращились технічні характеристики літаків та їхнє озброєння. Авіація стала окремим видом збройних сил та поділялась на окремі роди — розвідувальну, винищувальну, бомбардувальну, морську. Набувають поширення ідеї про авіацію як основну наступальну силу військ та використання авіації у взаємодії з хімічною зброєю.
У 20-30-х рр. конструкції літаків продовжували вдосконалюватися. Замість полотна стали використовувати дюралюміній. Від біпланів переходять до монопланів, шасі стали прибиратись, фюзеляж стає більш обтічним, а швидість збільшується до 640 км/год. Найбільш відомими літаками Другої світової війни стають радянські штурмовик ІЛ — 2, винищувачі ЛаГГ-3, Як-5, пікіруючий бомбардувальник Пе-2, німецькі винищувачі Ме -109Е, пікіруючий бомбардувальник Ju-87, англійський винищувач «Спітфайр», американський винищувач «Аерокобра» та стратегічний бомбардувальник В — 29, японський винищувач «Зеро»
Друга світова війна відкриває добу реактивної авіації. У цей час створюються перші прототипи літаків майбутнього. У 1944 р. в Німеччині створено «літак-невидимку» Horten Ho 229. Побудований за технологією «літаючого крила», цей літак досягав швидкості 977 км/год, і був невловимий для тогочасних радарів. У цьому ж році створюється перший серійний реактивний винищувач Ме-262, що досягав швидкості 875 км/год. У повоєнні часи настає доба реактивної авіації. Літаки озброюються ракетною зброєю. Вже на початку 70-х років їхня швидкість досягає 3 000 км/год, а дальність польоту — 10 000 км. Авіація стає головним носієм ядерної зброї. Головною тенденцією сучасності є створення безпілотного літака, озброєного високоточною зброєю та невловимого для ППО противника.
Значний вплив на кораблебудування справила Російсько-японська війна 1904—1905 рр. Постало питання про збільшення калібру корабельної артилерії, посилення бронювання суден та вдосконалення системи захисту від торпедних атак. У 1906 р. в Англії було спущено на воду корабель «Dreadnought». Цей корабель водночас зробив застарілими усі броненосці та поклав початок новій, дредноутній, добі військово-морського флоту. Починається гонка військово-морських озброєнь, частиною якої є постійне збільшення калібру корабельної артилерії. Найбільш показовими взірцями розвитку лінійних кораблів напередодні Першої світової війни є англійський Queen Elizabeth та німецький Bayern, що мали на озброєнні по вісім 381-мм гармат. Але ставка на лінійні сили флоту як вирішальний чинник у війні на морі не зовсім виправдала себе. Новий вид озброєння — підводні човни вніс суттєві корективи у військово-морське мистецтво. Напередодні Першої світової війни підводні човни було значно вдосконалено. Швидкість руху під водою зросла до 8 узлів, район плавання — до 3 500 миль, кількість торпедних апаратів збільшено до 6. Технічний стан дозволяв використовували підводні човни як проти бойових кораблів, так і проти торговельного судноплавства.. Саме останній напрямок став основним у діяльності підводного флоту під час світових воєн.
Досвід Першої світової війни вніс начні корективи у розвиток військово-морського флоту. Значну роль стали приділяти розвитку торпедних катерів та підводних човнів. Збільшився калібр корабельної артилерії. У японських лінкорів «Ямато» та «Мусасі» він досягав 460 мм. У 20-х рр. починається доба авіаносців. У 1922 р. японці вводять до складу вводу перший корабель, що будувався саме як авіаносець, а не був переобладнаним, «Хосе», котрий мав на борту 26 літаків. У 1924 р. англійці спускають на воду авіаносець «Гермес». Досвід Другої світової війни показав, що лінійні кораблі не виправдали сподівань, а ведуча роль у морській війні переходить до підводних човнів, авіаносців та морської авіації. Застосування морської авіації практично повністю витіснило артилерійсько-торпедні бої надводних сил. Тому на початку 40-х рр. будівництво лінійного флоту припиняється.
По закінченні Другої світової війни, з початком ядерної доби основу військово-морських флотів стали складати авіаносці та атомні підводні човни. Головною зброєю стають балістичні ракети з ядерними боєголовками, дальність дії яких досягає декількох тисяч кілометрів.
Після Другої світової війни новим, найбільш потужним видом зброї стає ядерна. Першу атомну бомбу було скинуто на Хіросіму 6 серпня, а другу на Нагасакі 8 серпня 1945 р. Ще більш потужну, водневу бомбу, було випробовувано на Тихому океані у 1952 р. Потужність вибухів бомб, що знищили Хіросіму та Нагасакі склала 20 кілотонн, кількість жертв — 173 000 осіб. Під впливом ефекту нової зброї було докорінно переглянуто увесь колишній бойовий досвід. Наприкінці 50-х на початку 60-х рр. створюються міжконтинентальні балістичні ракети з ядерними боєголовками, дальність польоту яких досягає 10 000 км. Ракетно-ядерна зброя, окрім значної дальності, має потужність більше 1 Мт та високу точність. Велика швидкість та висота польоту ракети, її мала поверхня, прихованість підготовки до запуску, створює значні проблеми в питанні ефективної протидії ракетному нападу. Саме тому, на сучасному етапі, ракетно-ядерна зброя розглядається військово-політичним керівництвом ядерних країн як головний засіб враження наземних, повітряних та морських цілей у випадку війни.

## Періодизація військової історії
Однією з головних проблем військової історії є її періодизація. Основою поділу є якісні відмінності військової історії одного часу від іншого. У зв'язку з цим постає питання про головні ознаки цих якісних відмінностей. За дорадянських часів російські військові історики поділяли військову історію або за правліннями російських імператорів, рахуючи допетровські часи за одну добу , або за загальноісторичною періодизацією .
- Стародавні часи
- Середні часи
- Нові часи
- Новітні часи

Після 1917 р. було визнано, що 
|  | В основі змін у військовому мистецтві лежать зміни в засобі виробництва, тому історію військового мистецтва можливо поділити на чотири доби за суспільно-економічними формаціями |

- Військове мистецтво в добу рабовласницького устрою
- Військове мистецтво в добу феодального устрою
- Військове мистецтво в добу капіталістичного устрою (до перемоги Великої Жовтневої соціалістичної революції в Росії)
- Військове мистецтво в добу кризи капіталізму та переходу від капіталізму до соціалізму.

Дещо відмінну періодизацію дає радянський військовий історик Є. А. Разін,
він зазначає 
|  | При періодизації цього історичного процесу потрібно виходити не з основ розвитку військового мистецтва, а з суттєвих змін його змісту, котрими є засоби організації ведення війни. Сутністі зміни цих засобів і є головними періодами в історії військового мистецтва, але при цьому не завжди збігаються з суспільно-економічними формаціями, так як розвиток військового мистецтва має свою відносну самостійність... Подібно до періодизації розвитку засобів виробництва можна визначити і періодизацію розвитку засобів організації ведення війни.... Розвиток військового мистецтва пов'язаний зі змінами політичних форм класового суспільства, що визначають зміну у збройних силах та їхнього застосування у війні |

Виходячи з цього Є. А. Разін запропонував поділ військової історії за наступними періодами
- Рабовласницький або ремісничий (до VI ст.)
- Феодальний або цеховий (VII - XVI ст.)
- Мануфактурний (XVII - XVIII ст.)
- Машинний (XIX - XX ст.)[77]

Сучасні українські історики, базуючись на англо-американських працях з військової історії, дотримуються  періодизації, що виходить з наступних засад 
|  | Військова справа диктує свої умови економіці, напрямкам і темпам її розвитку, при чому ця тенденція закономірна для усіх епох |

- Від озбороєної юрби до організованих ополчень (до 3060 р. до Р. Х.)

Доба неорганізованих юрб, в сутичках між якими перевага була на боці чисельності або випадку. 
- Перша епоха організованих ополчень (бл. 3060 - 1457 рр. до Р. Х.)

Зачатки військової організації, коли загальне ополчення охоплює все чоловіче населення здатне носити зброю. це ополчення вже мє організаційний поділ на відділи зі своїми командирами під загальним керівництвом військового вождя - правителя.
- Перша епоха професійного найманого війська (1457 р. до Р. Х. - 378 р.)

Ускладнення озброєння, поява і розвиток військового мистецтва, становлення професійного війська та військового стану суспільства.
- Друга епоха організованих ополчень (378 - 732 рр.)

Внаслідок падіння Римської імперії відбувається повернення від профессійного найманого війська до організованих ополчень
- Епоха лицарського війська (732 - 1415 рр.)

Утворення феодального війська
- Друга епоха професійного найманого війська (1415 - 1631 рр.)

Падіння гегемонії феодального війська, на зміну якому приходять інтернаціональні професійні наймані армії.
- Епоха рекрутського війська (1631 - 1798 рр.)

Створення професійного війська шляхом рекрутського набору серед певної частини населення.
- Епоха масових армій (1789 - 1991 рр.)

Перехід до загальної військової повинності та масових армій. Тотальне підпрядкування усього суспільства інтересам війни.
- Від масових армій до професійного найманого війська (з 1991 р.)

Формування змішаної системи з мобілізаційної та професійної армії .
Ряд сучасних військових істориків поділяють військову історію на сім поколінь, беручи за основу периодизації розвиток зброї. 

## Розвиток військового мистецтва

### ВійниСтародавнього світу
Перші відомі військові організації виникають в стародавніх Шумері та Єгипті. Приблизно у 2450 - 2334 рр. до н.е. тривала  перша зафіксована письмово війна між шумерськими містами-державами Лагаш та Умма.. 

Штандарт з Ура, що зображує війну.

Одна з перемог Лагаша над Уммою відображена в надписах та рельєфах знаменитої «Стели коршунів». Основу війська шумерів складали міські загони та колісниці, що були головною ударною силою. Озброєні бронзовою зброєю, шумери вже вміли шикуватись у стрій, подібний до давньогрецької фаланги. Чисельність війська складала приблизно 2000 - 3000 бійців. Колісниці складали головну ударну силу усіх давньосхідних армій у XVII - XII ст. до н. е. і відіграли ключову роль у формуванні військової тактики того часу. Під час бою фаланга наносила удар у центр ворожого війська, а колісниці атакували його фланги.
Наступний крок у розвитку військового мистецтва пов'язаний з війнами хеттів, ассирійців, єгиптян часів  Нового царства та персів.
Характеризуючи військову діяльність Стародавнього Єгипту часів Нового царства (Стародавній Єгипет) дослідник історії Стародавнього Сходу В. І. Авдієв зазначає : Починаючи з часів Нового царства Єгипет виходить на широку арену активної міжнародної політики... З відносно відсталої країни... Єгипет перетворюється на велику, в межах Стародавнього світу, "велику державу", що веде широку політику завоювань.. Існує розбіжність у поглядах істориків на чисельність єгипетського війська означеного часу. Наприклад Фрідріх Енгельс нараховує близько 400 000 вояків , французький єгиптолог Анрі Масперо обчислює його в 120 - 130 тис, але радянський дослідник В. І. Авдієв, посилаючись на неможливість логістичного забезпечення такого війська для того часу, обчислює його в 25 - 30 000 вояків.. Египетське військо поділялось на піхоту та загони колісниць, а піхота, в свою чергу - на важко- та легкоозброєну. Організаційно військо поділялось на частини, які умовно можна назвати "полками", "батальонами" та "відділеннями" 
Під час бою єгипетське військо шикувалось трьома лініями, у першій та третій колісниці, у другій - піхота. Під час бою спочатку лучники обстрілювали ворога, потім наступ починали колісниці, що наносили фронтальні та флангові удари, метою яких було утворення прогалин у ворожому строю. Після чого в наступ йшла піхота. Першим відомим єгипетським полководцем, що здійснював планомірний стратегічний наступ, був фараон Тутмос III (1525 - 1473 рр. до н. е.). Особливістю стратегії Тутмоса III були послідовні та зосереджені удари по найбільш важливим стратегічним пунктам противника. Досягнутий успіх закріплювався будівництвом укріплених пунктів на ворожій території. Внаслідок 17 походів до Єгипту було приєднано Палестину та Сирію.
Першою війною між державами, що зафіксована у джерелах є єгипетсько-хеттська війна  1312 - 1296 рр. до н. е. Причиною війни було суперництво двох великих держав того часу - Єгипту та Хеттської держави за панування у Сирії. Головною подією війни стала битва при Кадеші 1312 р. до н. е., яка знайшла докладне відображення у давньоєгипетських джерелах. Битва при Кадеші була останньою великою битвою Бронзової доби. Тактика бою була типовою, як на той час. Битва розпочиналось перестрілкою легкоозброєних вояків, завданням яких було зруйнувати ворожі бойові порядки, потім бойові колісниці, що взаємодіяли з піхотою, наносили головний фронтальний удар по ворожому війську, при цьому як хетти, так і єгиптяни діяли однаково, що говорить про регулярне військове навчання у мирний час. В той же час це перша війна, що мала характер не набігу за здобиччю, а планомірного стратегічного наступу. Під час війни обома сторонами активно велася розвідка та використовувались різні засоби введення ворога в оману. Загони єгипетського війська йшли різними шляхами, хоча й вирішували єдине оперативне завдання. Завдяки організації комунікацій єгипетське військо діє вдалині від своєї території. Єгипетсько-хеттська війна  1312 - 1296 рр. до н. е. закінчилась першою відомою в історії мирною угодою 1296 р. до н. е.

#### Ассирійськівійни

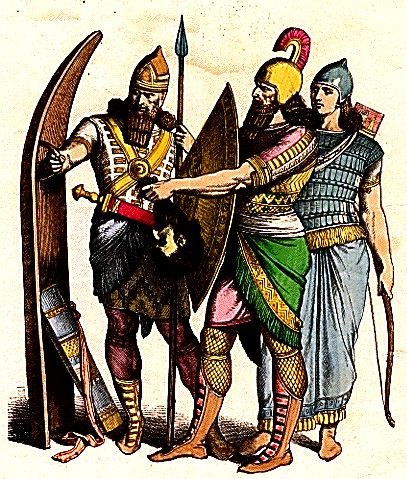
Ассирійські воїни

Наступний етап в розвитку військового мистецтва пов'язаний з експансією  Ассирійської держави у IX - VII ст. до н. е. Початком його стала військова реформа царя Тіглатпаласара III (745 - 727 рр. до н. е.), який вводить рекрутський набір для комплектування війська. Військо комплектувалось зі збіднілих землеробів, що отримували зброю за рахунок держави. Так виникає  постійне військо, що отримало назву "царський загін". Друга частина війська - "царське військо" набиралось у провінціях на певний термін проходження служби. Асирійська армія мала поділ на роди зброї. Піхота поділялась на легку (пращники, стрільці з луку та метальники дротиків), середню (списоносці) та важку (важкоозброєні списоносці). Також була кіннота та загони колісниць. Військо вже мало сталий організаційний розподіл. 
Вищим підрозділом була "емука" що складалася з декількох "кисирів" - загонів по 500 - 2000 вояків. "Кисири" поділялись на загони по 50 та 10 вояків.
Вперше у ассирійському війську було організовано інженерні загони, завданням яких було наведення та утримання шляхів сполучення та переправ, організація облоги ворожих міст. 
Тактика ассирійців була подальшим розвитком тактики інших близькосхідних армій.  Військо шикувалось у 3 лінії.
1 лінія - (пращники та стрільці з луку, завданням яких було розстроїти лави противника.
2 лінія - кіннота та колісниці наносили удар по першим рядам та флангам ворожого війська.
3 лінія - важкоозброєна піхота, що була вишикувана у 6 -7 рядів, подібно до фаланги уявляла собою стіну з великих щитів та наносила вирішальний удар.
Ассирійська військова організація спиралась на  розвинену розвідувальну мережу, добрі шляхи сполучення та передові фортеці на захоплених територіях.
Завдяки добре організованому війську Ассирійська держава починає активну експансію на Близькому Сході, ставши першою великою військовою державою  Залізної доби. Внаслідок походів царів Тіглатпаласара III (745 - 727 рр. до н. е.), Саргона II (722-705 до н. е.), Асаргаддона (680-669 до н. е.) та Ашшурбаніпала(669-627 до н. е.)ассирійці підкорюють південну Сирію, Палестину та Єгипет. Під час походів зафіксовано перше застосування військової пропаганди при облозі Єрусалиму у 701 р. до н. е. Але постійні війни привели до виснаження Ассирійської держави та її розгрому об'єднаним військом мідійців та вавилонян у війні 626 - 605 рр. до н. е. 
- Військове мистецтво Стародавнього Єгипту
- Меджаї

#### Перськівійни (VI - IV ст. до н. е.)

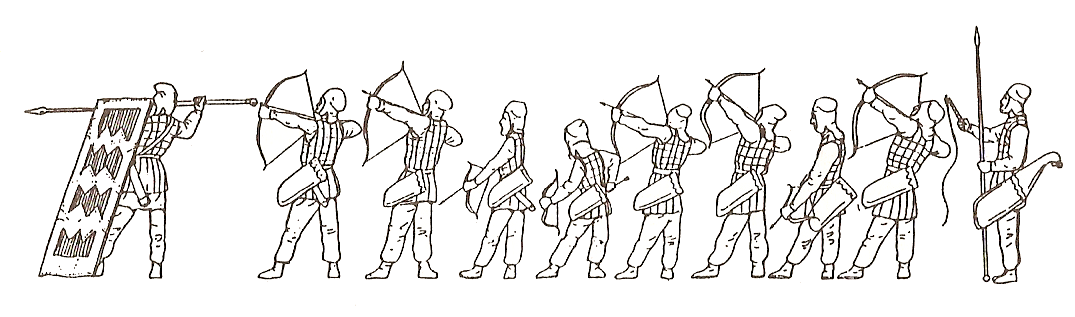
Шикування перського війська.

У VI ст. до н. е. засновник Перської держави Кір II Великий почав завойовницькі походи з метою підкорення країн Азії. дані про чисельність армії Ахеменідів коливаються. Геородот пише про чисельність у 700 000 вояків та флот у 600 кораблів  , а цар Дарій у 480 р. до н. е. зібрав 1 700 000 сухопутного війська   . сучасні історики вважають ці цифри значно перебільшеними. Німецький історик Ганс Дельбрюк оцінює військо царя Дарія  у 4 000 - 6 000 вояків.. радянські військові історики нараховують 50 000 постійного війська та до того контингенти підкорених народів, які важко підрахувати . Наприклад для битви при Гавгамелах (331 р. до н.е.) наводяться дані про 95 000 вояків .
військо складалося з чотирьох частин - постійне військо, кінне ополчення перської аристократії, контингенти з областей імперії, грецькі найманці. Організаційно військо мало десятинну структуру та поділялось на:
- 10 полків (байварабам) -10 000 чол;
- Полк (хазарабам) - 1000 чол;
- Сотня (сатабам) - 100 чол;
- Напівсотня (пасчасатабам) - 50 чол;
- Десяток (датфабам) - 10 чол;
- П'ятірка - 5 чол.[95].

За родами зброї військо поділялось на піхоту, кінноту та колісниці. У свою чергу піхота та кіннота поділялись на легко та важкоозброєну. Еліту перської армії складали "амртака" ("безсмертні"), що складалися з 10 000 бійців та були особистою гвардією царя. Головною ударною силу перського війська складали стрільці з луку, навколо діяльності яких формувався тактичний малюнок бою.
На полі бою перське військо шикувалось у три лінії.
- 1 лінія  - колісниці - завданням яких було розладнати стрій супротивника
- 2 лінія - піхота, що шикувалась у 10 рядів. Перший ряд складався з вояків з великими щитами ("спара") та списами, що прикривали стрільців з луку, що стояли далі, вишикувані у 9 рядів.
- 3 лінія та фланги - кіннота, завданням якої було розгром та переслідування противника, послабленого діями колісниць та лучників.

Слабкістю перського війська був його склад, що на 90 % складався з місцевих ополчень, які  мали слабку військову підготовку, різне озброєння, тактику ведення бою та погано розуміли один одного.

#### Стародавня Греція

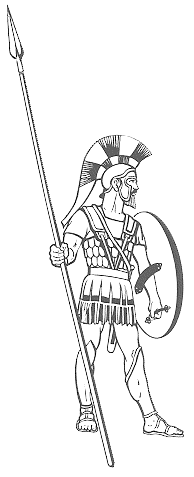
Грецький гопліт.

Починаючи з VII ст. до н. е. в Греції починає розвиватись тактика фаланги. Нова тактика пов'язана з розвитком військової організації двох грецьких центрів - Афін та Спарти. У війську обов'язково повинні були служити всі вільні повноправні чоловіки з 18 до 60 років, тому що захист міста -полісу був головним обов'язком його громадян. Особливістю фаланги, що докорінно відрізняла її від армій Стародавнього Сходу, стає однотипне озброєння та захисний обладунок її вояків - гоплітів.
Фаланга шикувалась у 8 рядів, але були випадки шикування у 12, 16 чи 25 рядів . Тактика фаланги базувалась на потужному прямому ударі на короткій дистанції. Але суцільний стрій  фаланги, що був її сильною стороною, водночас ставав слабким місцем на нерівній місцевості, де  фаланга розривалася, а також не давав можливості для переслідування противника.

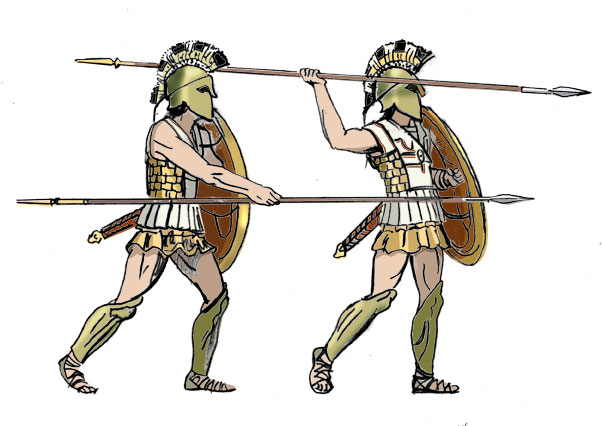
Два атакувальних прийоми гоплітів — з різним положенням списа.

Першим великим випробуванням давньогрецької військової організації стають Греко-перські війни 500-449 рр. до н. е. У ході війни з Імперією Ахеменідів греки вдосконалили свою тактику. Більшої ваги набуває легка піхота, завданням якої стає забезпечення флангів фаланги та переслідування розбитого противника. Стала розвиватись стратегія, зокрема, у взаємодії грецьких армії та флоту.
Наступним кроком у розвитку військового мистецтва Стародавньої Греції стає Пелопоннеська війна 431 - 404 рр. до. н. е.
- Фаланга
- Македонська фаланга
- Дорі
- Ксифос
- Копіс
- Махайра
- Гоплон
- Гопліти
- Пелта
- Пельтасти
- Ксистон
- Сариса
- Сарисофор
- Гетайри
- Трієра

### Довідкові видання
- Тучков С. А. Военный словарь : [Т. 1-2]. — М.,1818
- Военный энциклопедический лексикон, издаваемый обществом военных и литераторов : [Т. 1-15] /  под ред. Л. И. Зедделера. - СПб, 1837-1852.
- Военный энциклопедический лексикон,  : [Т. 1-14] / под ред. М. И. Богдановича. - СПб, 1852-1858.
- Энциклопедия военных и морских наук : [Т. 1-8] / под ред. Г. И. Леера. - СПб, 1883-1897.
- Военная энциклопедия : [Т. 1-18] / под ред. В. Ф. Новицкого [и др.]. — СПб.,1911—1915.
- Советская военная энциклопедия : [Т. 1-2] / под ред. Р. П. Эйдемана [и др.]. — М.,1932—1933.
- Советская военная энциклопедия : [Т. 1-8] / под ред. А. А. Гречко [и др.]. — М.,1976—1980.
- Советская военная энциклопедия : [Т. 1] / под ред. М. А. Моисеева [и др.]. — М.,1990.
- Военная энциклопедия : [Т. 1-8] / под ред. И. И. Родионова [и др.]. — М.,1997—2004.
- Харботл Т. Словарь битв. - М., 1993
- Alten G., Albert Н. Handbuch für Heer und Flotte. Enzyklopädie der Kriegswissenschaften und verwandter Gebiete: [Bd. 1—9]. -  Berlin, 1909—1914.
- An encyclopaedic dictionary of science and war, ed. by Ch. М. Beadnell. - London, 1943.
- Dupuy E., Dupuy N. The Encyclopedia of Military History: From 3500 B.C. to the Present. - New-York, 1970.
- Eggenberger D. An Encyclopedia of Battles. - New-York, 1967.
- Encyclopedia of Wars by Phillips Ch., Axelrod А.: [Vol. 1-3]. - New-York, 2005.
- Farrow's Military Encyclopedia: [Vol. 1-3]. - New-York, 1885.
- Franke H. Handbuch der neuzeitlichen Wehrwissenschaften: [Bd. 1—3]. -  Berlin, 1936—1939.
- Kohn G. Dictionary of Wars. - New-York, 1999.
- Poten B. Handwörterbuch der gesamten Militärwissenschaften : [Bd 1—9]. - Bielefeld — Lpz., 1877—1880.
- Tucker S. Naval Warfare. Encyclopedia : [Vol. 1-3]. - Oxford, 2002.
- Young P. Dictionary of Battles : [Vol. 1-2]. - New-York, 1978 - 1979.

### Світова військова історія
- Богданович М. И. История военного искусства и замечательнейших походов, от начала войн до настоящего времени:[Ч. 1-2]. - СПб., 1849 - 1853.
- Гейсман П. А. Краткий курс истории военного искусства в средние и новые века : [Ч. 1-3].— СПб., 1893-1896.
- Голицын Н. С. Всеобщая военная история древних времен : [Ч. 1-5]. - СПб, 1872-1876.
- Голицын Н. С. Всеобщая военная история средних времен : [Ч. 1-3].— СПб., 1876-1878.
- Голицын Н. С. Всеобщая военная история новых времен : [Ч. 1-2]. — СПб., 1872-1874
- Голицын Н. С. Всеобщая военная история новейших времен : [Ч. 1-3]. — СПб., 1874-1875
- Голицын Н. С. Великие полководцы истории : [Ч. 1-2]. - СПб., 1873.
- Дельбрюк Г. Всеобщая история военного искусства в рамках политической истории : [Т. 1-7]. - М., 1936 - 1939.
- Лиддел Гарт Б. Стратегия. — М., 1957.
- Меринг Ф. Очерки по истории войны. — М., 1924.
- Михневич П. История военного искусства с древнейших времен до начала XIX столетия. - СПб., 1896.
- Пик А де. Исследование боя в древнейшие и новейшие времена. - СПб., 1911.
- Разин Е. А. История военного искусства : [Т. 1-3]. - М., 1955—61
- Рюстов Ф. В. История пехоты : [Ч. 1-2]. — СПб., 1876.
- Свечин А. А. Эволюция военного искусства с древнейших времен до наших дней: [Т. 1-2]. - М., 1927—28
- Строков А. А. История военного искусства: [Т. 1-3]. - М., 1955—67.
- Jones A. The Art of War in the Western World. - University of Illinois, 2000.
- Black J. Western Warfare 1775–1882. - Indiana University, 2001.
- Black J. Warfare in the Western World, 1882–1975. - Indiana University, 2001.
- Creasy E. S. The fifteen decisive battles of the world, from Marathon to Waterloo.- New-York - london, 1908.
- Dodge T. Great captains. - New-York, 1889.
- Jähns M. Handbuch einer Geschichte des Kriegswesens vender Urzeit bis zum Renaissance. — Leipzig, 1880.
- Jähns M. Geschichte der Kriegswissenchaften vornehmhch in Deutschland. — Munchen und Leipzig, 1889.
- Fuller J. Decisive Battles of the Western World and Their Influence upon History : [Vol. 1-3]. -         London, 1954-1956
- Hacker В. World Military History Bibliography. - Leiden-Boston, 2003.
- Hoyer I. G. Geschichte der Kriegskunst seit derersten Anwendungdes Schiesspulvers zum Kriegsgebrauch bis an das Ende des achtzehnten Jahrhunderts: [Bd. 1—2]. — Göttingen, 1797—1800
- Keegan J. A History of Warfare. - London, 1993.
- Parker G. The military revolution. Military innovation and the rise of the West, 1500-1800. - Cambridge univercity, 1988.
- Troschke Th. Anleitung zum Studium der Criegsgeschichte. - Stuygart, 1851.

### Військова історія України
- Дашкевич Я. Історія українського війська (1917–1995). - Л., 1995.
- Еволюція воєнного мистецтва: [Ч. 1-2]. / Д. В. Вєдєнєєв, О. А. Гавриленко, С. О. Кубіцький та ін. – К., 2017
- Ілюстрований словник-довідник з воєнної історії України / М. М. Верховський, А. Г. Морозов. — Сміла, 2009.
- Історія війн і збройних конфліктів в Україні: Енциклопедичний довідник /О. І. Гуржій та ін. — К., 2004.
- Історія українського війська / А. Галушка, А. Харук, А Руккас та ін. - Харків,2016.
- Крип'якевич І. Історія українського війська : [Т. 1-2]. - Л., 1936.
- Мандзяк В. Битви української середньовічної та ранньомодерної історії. Довідник. - Л., 2011
- Котляр М. Ф. Воєнне мистецтво Давньої Русі. – К., 2005.
- Котляр М. Ф. Полководці Давньої Русі. – К., 1991.
- Литвин М. Є., Науменко К. Р. Збройні сили України першої половини XX ст. Генерали і адмірали. -         Львів-Харків, 2007.
- Поле битви ‒ Україна. Від "володарів степу" до "кіборгів". Воєнна історія України від давнини до сьогодення / авт. кол.: Б. Черкас, О. Сокирко, А. Плахонін та ін. ‒ Х., 2016.
- Тинченко Я. Ю. Офіцерський корпус Армії Української Народної Республіки (1917—1921): [Т. 1-2].—        К.2007 - 2011.
- Українське козацтво: мала енциклопедія / Ф. Г. Турченко та ін. — Київ - Запоріжжя, 2006.
- ВАК України. Паспорт спеціальності.